# Antropozófia
Az antropozófia spirituális  és  új vallási mozgalom, amelyet a 20. század elején az ezoterikus Rudolf Steiner alapított . Egy világnézet és feltételezett megismerési út, szellemi mozgalom. 
Az antropozófia a nyugati gondolkodás továbbfejlesztésének igényében gyökerezik. Olyan tanításrendszer, amely szerint azon túl, amit a mai tudomány létezőként elismer (amelynek a lényegét azonban nem ismeri), sok egyéb, fizikai érzékszervekkel és eszközökkel nem érzékelhető dolog, folyamat is valóságosan létezik, sőt érzékfeletti módon megfigyelhető. Az antropozófia tanításait az élet számos területén alkalmazzák, például a gyógyászatban, gyógypedagógiában, nevelésben, művészetben és a mezőgazdaságban is.

## Etimológia
Összetett szó a görög ἄνθρωπος, anthróposz (= ember) és σοφία, szophia (= bölcsesség) szavakból.

## Története

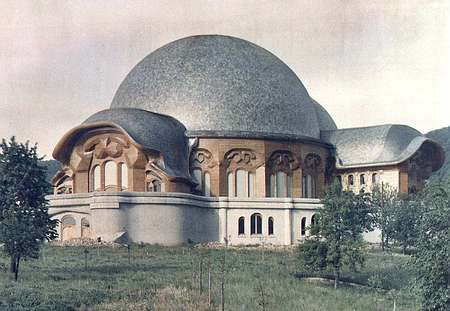
Az első Goetheanum

Rudolf Steiner (1861–1925), az antropozófia megalkotója kezdetben a Teozófiai Társulatban tartott előadásokat a múlt század első éveiben, mert érzékfeletti kutatásainak befogadásához itt talált alkalmas közönséget. Később a társaság német szekciójának vezetője is lett, és egyre többen látogatták előadásait. Ezek tartalmáról azt mondta, hogy mindig saját kutatási eredményein, személyesen megvizsgált tapasztalatain alapulnak. A teozófiai társulattal akkor szakított, amikor annak vezetői egy indiai kisfiúról, Dzsiddu Krisnamúrtiról azt kezdték terjeszteni, hogy ő az újratestesült Krisztus. Steiner élesen szembeszállt ezzel az állásponttal, a társaságból kilépett, és 1912-ben megalakította az Antropozófiai Társaságot, amelyben haláláig tevékenykedett.
Steiner élete utolsó hónapjaiig fáradhatatlanul tartotta előadásait a legkülönbözőbb témákban (fizika, kémia, biológia, történelem stb.).
Az antropozófia központja a svájci Dornachban fekvő Goetheanum.

## Jellemzői

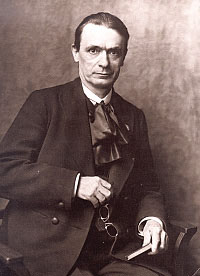
Rudolf Steiner

A Rudolf Steiner által életre hívott filozófiai irányzat célja egy átfogó szellemi világ- és emberkép megalkotása. Kapcsolódik az emberiség ősi bölcsességéhez, azonban a keleti tradíciókkal ellentétben a nyugati szellemi életben gyökerezik, és középpontjában Krisztus feltámadása, a Golgotai Misztérium áll. Iskolázási módszere, „a magasabb világok megismerésének útja” is – az ember morális fejlesztése mellett – a nyugati gondolkodásból sarjad. Tanítása szerint a gondolkodás világprincípium, teremtő erő, melynek realitása van.
Az antropozófia olyan tanításrendszer, amely szerint azon túl, amit a mai tudomány reális létezőként elismer, sok egyéb fizikai érzékszervekkel és eszközökkel nem érzékelhető dolog, folyamat is valóságosan létezik, sőt érzékfeletti módon megfigyelhető, tudományos igénnyel kikutatható. A fizikai érzékelésen és a fizikai kutatás külső eszközein túl minden emberben érzékfeletti (vagyis fizikai érzékszervekkel nem tapasztalható), ki nem fejlesztett szervek csírái szunnyadnak, amelyek a lelki élet erősítésével és morális önfejlesztéssel szisztematikusan lelki-szellemi érzékelő szervekké alakíthatók. Az antropozófia tanai és felismerései elsősorban Rudolf Steiner ilyen állítólagos érzékfeletti érzékeléssel kikutatott megfigyelésein alapulnak. Az antropozófusok ezért az antropozófiát nem filozófiának tartják, hanem tudománynak, szellemtudománynak.
Az antropozófia követői szerint a megismerés lényegében határtalanul bővíthető. A fizikai sík empirikus tapasztalataira és az ezek fogalmi feldolgozására alapozott megismerési mód, amelyen a jelenlegi akadémikus tudományosság is nyugszik, jelentős mértékben kitágítható. A mindenki által használt (tárgyi) megismerésen kívül létezik három magasabb megismerési mód is, amelyek használatával a megismerés körébe vonhatók a lét azon területei is, amelyeket a fizikai érzékelésre alapozott megismerés nem képes elérni. Eszerint a jelenlegi tudomány nem képes közvetlenül megismerni sem a vegetatív életet, sem a lelki, sem a szellemi életet, csupán ezek fizikai szinten megjelenő hatásait és eredményeit. Az antropozófusok szerint itt az ideje, hogy fokozatosan az is a tudományos megismerés körébe kerüljön, amit az elmúlt századokban kialakult álláspont szerint nem lehet megismerni, ezért a hithez tartozónak tekintenek.
Az antropozófia az ember szellemiségét a világ szellemiségéhez kívánja vezetni, mégpedig a megismerés tudományos útján. A létet azonban annál sokkal gazdagabbnak tételezi, hogy pusztán a gondolati, a tudományos élet kibővítésével megelégedhetne. Az antropozófia ezért a művészet minden területének és a vallási életnek a megújítására is törekszik. Nem vallás, de a vallások megértésének elmélyítésén munkálkodik.
Az antropozófia tehát mindenekelőtt egy megismerési út, amelynek eredményei átfogó rendszert, világnézetet alkotnak. Ennek átlátása az antropozófusoknak is nehézségekbe ütközik. Az antropozófia mint világnézet elismeri a teremtést és az evolúciót is, sőt a teremtés, a teremtő lények fejlődéséről (involúciós és evolúciós szakaszok váltakozásáról) beszél. Az antropozófusok szerint a fizikai tényekre (például törzsfejlődés, öröklődés, táplálkozás, emlékezés, gondolkodás, akarat működése, alvás, álom, Naprendszer keletkezése és alakulása stb.) adott magyarázataik nem rosszabbak a természettudomány által adott magyarázatoknál. Sőt, úgy gondolják, mivel nézetük a lét sokkal nagyobb területének érzékelésén alapul, magyarázataik valószínűsíthetően közelebb állnak a valóság teljesebb megértéséhez, mintha csak a természettudományosan is elismert érzékelésre, gondolkodásra és fizikai eszközökre hagyatkoznának.
Az antropozófia a teozófiával ellentétben a nyugati gondolkodásban, nem hindu és buddhista tanokban gyökerezik. Megismerési útja alapvetően a gondolkodás megerősítésével kezdődik, melynek során maga a gondolkodás válik belsőleg megfigyelhetővé. Ezzel egyúttal a gondolkodás belső (érzékfeletti) észlelőszervvé változik, amellyel a fizikai valóságon túli lét válik megfigyelhetővé.
Az érzékfeletti megfigyelések nyomán az antropozófia értelmezni igyekszik a különféle mitológiai és vallási tanokat is, és ezekben általában sokkal több valóságos elemet vél felfedezni, mint a ma uralkodó elképzelések. Emiatt a nagy vallási tanítókat is nagy elismeréssel szemléli, de Krisztusban látja a földi fejlődés legnagyobb alakját. Ennek ellenére a keresztény egyházakban nem talált megértésre. Mint ahogy viszonylag kevés megértésre talált a tudomány embereinél is.
Az antropozófusok a világot és az embert alapjában véve három részből állónak tekintik: testből, lélekből és szellemből, amelyek egymást áthatják. Ezt a nézetet Steiner a A világ és az ember szellemi megismerésének alapelemei (GA 9) és az A szellemtudomány körvonalai (GA 13) című műveiben fejti ki alaposabban. Az antropozófia szerint a testi és lelki lét oka és forrása a szellemi, azaz isteni létben található, amely áthat mindent. Eszerint az antropozófia spirituális monizmus, mert a szellem által létrejött egységben látja a létet.

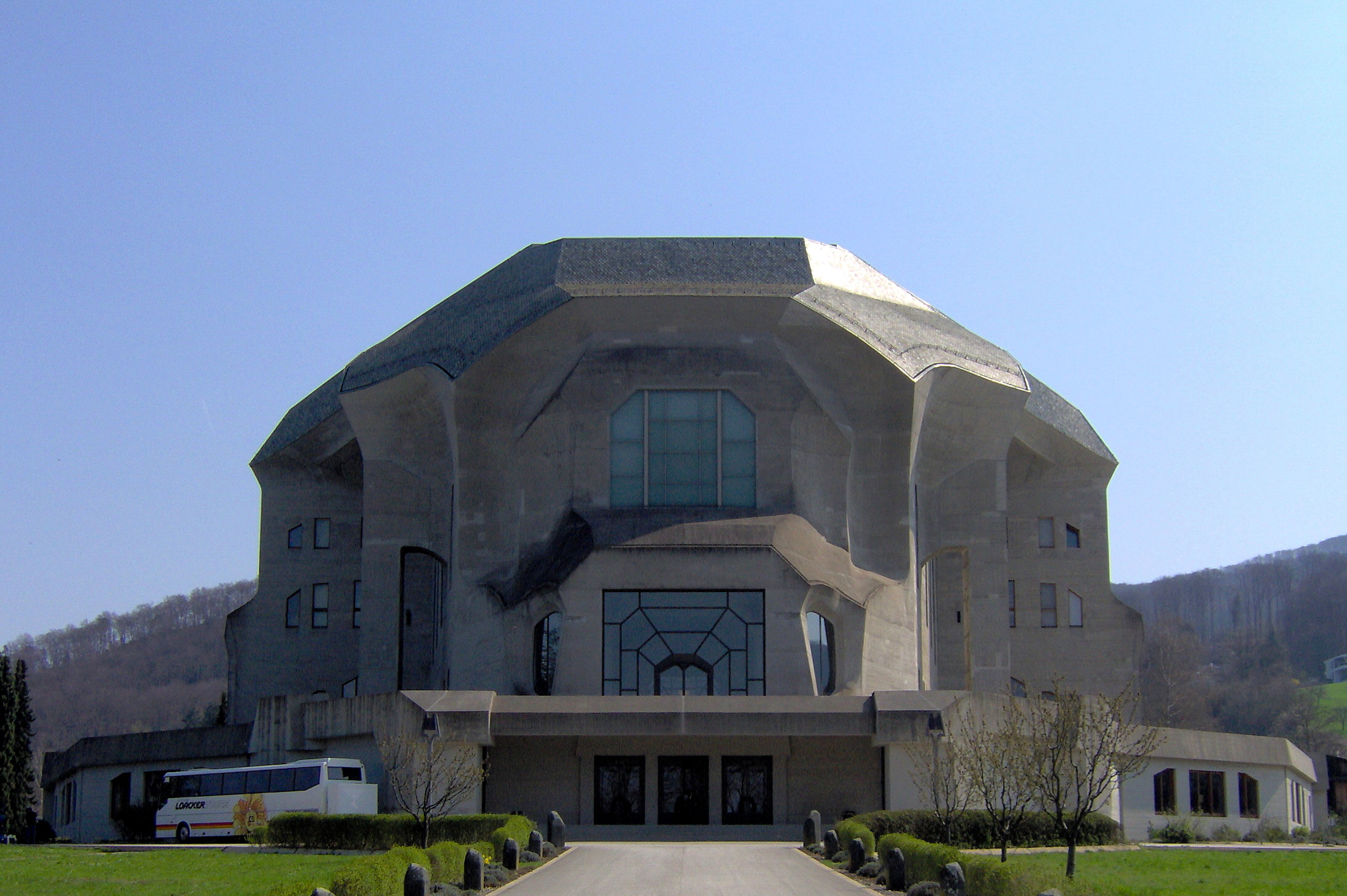
A második Goetheanum, az antropozófia központi épülete a svájci Dornachban

A megismerés – antropozófiának is megfelelő – ismeretelméleti alapjai főként Steiner első írásműveiben vannak lefektetve. Ezekből magyarul egyelőre csak a A szabadság filozófiája (GA 4) jelent meg könyvalakban, amelyben lefektette az etikai individualizmus alapjait. Ezek, valamint Steiner számos korai munkái előfutárai a 20. századi európai filozófia térnyerésének a kartéziánus idealizmussal és a kanti idealizmussal szemben. Már korai munkáiban elvetette az alany-tárgy választóvonalat vagy tagolást, amely Descartes, és a klasszikus fizika hatására uralkodó volt a nyugati gondolkodásban. Steiner mégis éppen a filozófiát mint pusztán intellektuális tevékenységet kívánta meghaladni az antropozófiával, és rendhagyó filozófiatörténetében azt tárgyalta, hogy a gondolati élet fejlődése hogyan torkollik az antropozófia által tárgyalt magasabb megismerésbe, a szellemnek nem csupán idealista tapasztalásába, de realista empirizmusába is. Steiner filozófiából doktorált ugyan, de antropozófiájában éppen azt kívánta demonstrálni, hogyan lehet a gondolati élet elevenné tételével, szokatlanul intenzív felfokozásával elérni a fizikai léten túli lét egzakt megfigyelését.
Steiner elsősorban a skolasztikus filozófia realista álláspontjában, konkrétan Aquinói Szent Tamás gondolataiban látta az antropozófiai megismerési út filozófiai előzményét.
Mivel Steiner Johann Wolfgang von Goethe tudományos és művészi tevékenységében az elfogulatlan megfigyelés fizikai léten túlra történő kiterjesztését látta, Goethe munkásságát különösen nagyra értékelte. Kezdetben Goethe munkáihoz kapcsolódva bontotta ki antropozófiáját. Különösen Goethe színtana váltotta ki elismerését, amit tovább is fejlesztett, mert úgy látta, hogy Newton színelmélete nem felel meg a valóságnak.

## Tanításai

### Az antropozófia alapvető tanai

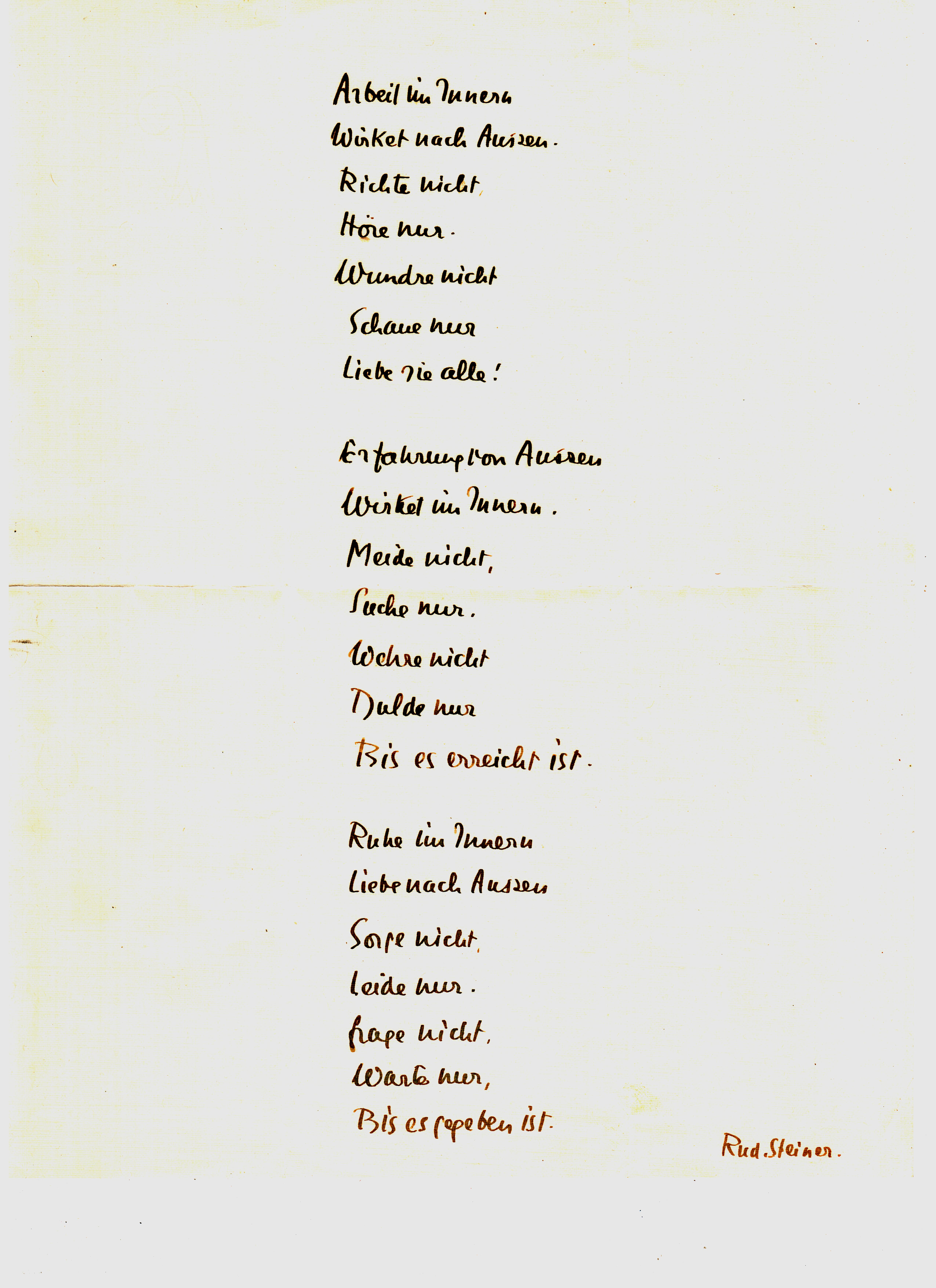
Steiner – Bis es gegeben ist

- a Föld, az ember és a tudat fejlődése (kozmológia, ciklikus korszemlélet, Naprendszer kialakulása) szellemtudományos megközelítésben;[12]
- a világ és az ember hármasságban való szemlélete (test, lélek, szellem)[13] és ennek kifejtése hetességben és kilencességben;
- a földi ember négyes tagozódása (fizikai test, élettest (= étertest), érző test (= asztráltest), Én (= individuum);[14]
- a reinkarnáció és a karma filozófiája;[15]
- krisztológia és a különféle vallási tanok megértése az emberiség kulturális fejlődésében (például Buddha szerepe a kereszténység előhírnökeként,[9] a két Jézus-gyermek története),[9] Jézus és Krisztus megkülönböztetése, Krisztus második eljövetele (érzékszervileg nem érzékelhető formában)[16]
- az érzékfeletti megismerés megszerzésének útja;[5]
- a szellemi lények rendje és tevékenységeik;[12]
- az antropozófia praktikus felhasználási lehetőségei a szaktudományokban, művészetekben[17][18][19] és a mindennapi életben (például: érzéktan, táplálkozástan).

### A Naprendszer kialakulása
Az antropozófia egy bonyolult ciklikus létkeletkezésről és lételmúlásról tanít. Kormeghatározást, időintervallumokat nem vagy alig ad meg.
A jelenlegi Naprendszer előtt az antropozófia szerint már létezett három másik „Naprendszer”. Az egyik úgy követi a másikat, hogy közben minden fizikai létező szellemivé alakul. Tehát ciklikusan visszatérően van egy létszünet, amelyben pusztán szellemi lét van. (Manvantaráról és pralayáról az ősi keleten is tanítottak, ám ilyen részletességgel egyik sem szól róla.) Azután a szellemből fokozatosan ismét új bolygórendszer épül fel, amely mindig továbbfejlődik az előző rendszerben kialakult állapotokhoz képest. Az egész folyamatot szellemi (isteni) lények irányítják, és eközben a teremtményeikkel együtt többnyire tudatfejlődésen mennek keresztül.
Az antropozófia emberközpontú és Föld-központú szemléletében a Naprendszer kialakulását is a Föld és az ember fejlődése szempontjából írja le. Mivel a Föld elődjeinek tekinti az előző három rendszer ős-Szaturnuszát, ős-Napját és ős-Holdját, ezért innen kiindulva ábrázolja a többi bolygó kialakulását is. E nevek jelzik a korábbi bolygórendszereket is. Mindegyik korábbi bolygórendszerben megállapítható, hogy mi az, ami megfelel a jelenlegi Földnek és a Földön fejlődő embernek. Az elsőként kialakult bolygórendszert ős-Szaturnuszi állapotnak nevezi, amely fizikailag a hő állapotáig fejlődött ki. A második rendszer az ős-Nap, amelyben az említett tisztán szellemi létezés után a légnemű állapotig sűrűsödött anyag jött létre. Ezután az ún. ős-Hold állapot következett, amelyben a jelenlegi Naprendszer és egyben a jelenlegi Föld „elődje” már a folyékonyságig sűrűsödött anyagokat is tartalmazott.
Az ős-Hold szellemivé alakulása, azaz a fizikai létből való eltűnése után jött létre a jelenlegi Naprendszer. Ez kezdetben, de rövidebb idő alatt, megismételte az előző három Naprendszer állapotát, és csak azután jött létre az a fizikai állapot, ami által a mostani kifejezetten újnak nevezhető az eddigiekhez képest. A jelenlegi Föld tehát megismételte az ős-szaturnuszi állapotot, és ekkor fizikailag egy differenciált hőmassza volt, amely a jelenlegi Szaturnusz pályájáig terjedt. Fizikailag ezt a hatalmas kiterjedésű hőmasszát nevezi az antropozófia az akkori Földnek. Azután a hő továbbsűrűsödött és létrejött a légnemű anyag, a levegő. Ekkor jelent meg a fizikailag is észlelhető fény, a légnemű anyag és a fizikai tér. A Föld ezzel a régi Nap állapotot ismételte és a jelenlegi Jupiter pályájáig terjedő gömbszerű testté húzódott össze. Ebben a Földben még benne volt a jelenlegi Nap az összes jelenleg ismert Naprendszerhez tartozó égitest az anyagával és szellemi lényeivel együtt. Egyedül a Szaturnusz és az Uránusz vált ki ekkorra az egységes tömegből. Az antropozófia szerint az egységes test volt az akkori Föld, amely ekkor napszerűen fényt sugárzott kifelé. A további sűrűsödés létrehozta a vízszerű, a folyékony anyagot is. A Föld gömbje ekkor már csak a Mars pályájáig terjedt, de az akkori Földben még benne volt a mai Hold anyaga és szellemi erői is. Ez a régi Hold állapot ismétlése volt. A folyamat tehát anyagi sűrűsödéssel és összehúzódással járt, sőt a hőmérséklet csökkenésével is.
A következő sorrendben jöttek létre a Naprendszer jelenleg ismert égitestjei. Az ős-Szaturnusz ismétlésekor a Szaturnusz és Uránusz vált ki az egységes testből. Az ősi Nap állapot ismétlésekor vált ki a Jupiter, a Mars és a Neptunusz. Az összes többi leendő bolygó és a jelenlegi Nap szubsztanciája még egyben maradt. Közvetlenül a régi Hold állapot ismétlése előtt kivált a Nap. Azután a már kivált Napból levált a Vénusz és a Merkúr, végül pedig a Földből kivált a Hold. Ekkorra jött létre a szilárd anyag a Földön és jött létre a Naprendszer a jelenlegi formájában és törvényszerűségeivel. A Föld annyira lehűlt, hogy a szellemi teremtő lények egyre több növényi és állati testet, alakzatot helyeztek a szilárd fizikai földre, pontosabban egyre több formát, fizikai testet létesítettek a növényi és állati lényeknek. A szellemileg kialakított formák az élet princípiumán keresztül a fizikai síkon anyagot „kristályosítottak”, sűrítettek maguk köré, miáltal lehetővé vált a legkülönbözőbb növényi, állati lények fizikai megtestesülése. Az ember testesült meg utoljára a szilárd fizikai környezetben, amikor az állati és növényi lelkek a nekik megfelelő állati és növényi testekhez már hozzákapcsolódtak, pedig az ember szellemi lénye volt az első, aki a már a Föld hőállapota idején jelen volt.
Rudolf Steiner a szellemi kutatásaira hivatkozva kijelentette, hogy a jelenleg ismert fizikai törvények a Földtől távolodva érvényüket vesztik. A Naprendszer különféle állapotaiban is folyton változtak e törvények, amelyeket egyébként a szellemi lények helyeznek a létbe vagy vesznek el tőle, aszerint, hogy mi szolgálja a lények tudatfejlődését. Eszerint ők szabályoznak mindenféle keringést, forgást, az égitestek helyzetét, állagát, felépítését, mozgását stb., sőt a tudatfejlődés körülményeit is. Így például az ember éntudata csak a Földön alakult ki. Az ős-Holdon legfeljebb álomszerű képtudattal, az ős-Napon alvástudattal, az ős-Szaturnuszon pedig az alvástudatnál is mélyebb, ún. transztudattal rendelkezett az ember, vagyis az, ami/aki akkor az ember elődje volt.
Az antropozófia szellemi megismerése szerint a világegyetem és a Naprendszer sem ősrobbanás folytán, sem pusztán fizikai törvények szerint nem keletkezett. A jövőben a Naprendszer tovább fog változni. A kezdeti egységes massza ismét létre fog jönni. Néhány ezer év múlva előbb a Hold fog egyesülni a Földdel, jóval később a Nap is, és mire a jelenlegi, vagyis a negyedik fizikai Naprendszer elmúlik, addigra ismét minden égitest anyaga és szellemisége egy tömeggé áll össze. Ezután pedig minden szellemivé válik és újabb bolygórendszer jön létre, folytatva a tudatfejlődés érdekében a létalakulást. Az ember sem fog elpusztulni, csak újabb és újabb átalakulásokon megy át teste, a környezet és tudata.

### Az élet
Az antropozófia tanítása szerint az élet a fizikai léttől független princípium, létszféra, amely fizikai érzékszervekkel és műszerekkel nem érzékelhető.
Az élet olyan szervező mozgások, többnyire bonyolult áramlások összessége, amely nem a fizikai létből keletkezik, de a fizikai létben képes megragadni az anyagot és belülről hatva kifejteni biológiai szervező hatását. Abban az esetben, ha képes az egyébként élettelen anyagot élővé alakítani, akkor a fizikai–anyagi létben működik, egyébként pedig csak érzékfeletti módon (= fizikai feletti módon), anélkül, hogy fizikailag kimutatható volna. Ha ún. élő anyagot vagy élőlényt észlelünk, akkor nem közvetlenül az élőt észleljük, hanem az élet működését, az élet hatását az anyagban vagy az élőlényben. Az életet a maga közvetlen módján csak eleven műszerekkel lehetne megfigyelni. Ezek híján kénytelenek vagyunk a fizikai létben kifejtett működésének megfigyelésére hagyatkozni, amely egyébként az élet működő jelenléte nélkül teljesen élettelen volna.
Az antropozófusok úgy tartják, hogy az antropozófia életre vonatkozó minden megállapítása jobb magyarázatot ad a fizikai életre, mint a természettudomány jelenleg érvényes magyarázatai. Szerintük minden fizikai megfigyelés, kutatási tény jobban megérthető az élet antropozófiai értelmezésével, mint a biológia jelenlegi értelmezéseivel.

#### Az élet keletkezése
Rudolf Steiner, az antropozófia atyja szerint az élet önmagában megálló princípium, létszféra, amely a fizikai létet áthatva képes az élettelen egy részét élőlényekké szervezni. Az élet tehát a fizikai léttől függetlenül is létezik, és mint ilyen, fizikai eszközökkel nem lehet megfigyelni.
Az antropozófia szerint minden lét oka és forrása szellemi. Vannak szellemi szubsztanciák, szellemi erők és szellemi, teremtő lények is. Különböző tudatosságú szellemi lények (a vallások általában isteni lényeknek nevezik őket) léteznek, akik részt vettek a kozmoszban való élet teremtésében és evolúciójának szabályozásában, kialakításában is. A szellemi előbb lelkit, azután élőt, majd élettelen fizikait hozott létre magából, de önmagán belül. Így jött létre a mai lét sokszínűsége. Az élet tehát előbb jött létre, mint az – önmagában halott – fizikai lét, de csak ott jelenik meg az anyagi-fizikai létbe hatóan, ahol ennek lehetőségét a szellemi-isteni lények megteremtették/megteremtik. 
Az élet teremtéssel keletkezett, de ez a teremtés a szellemi lények tudati fejlődésének, szellemi evolúciójának egyik következménye. Az ún. evolúció kisebb részben a szellemi lények további szabályozó működésének következménye, nagyobb részben a már létrehozott létezőkbe belehelyezett törvényszerűségek továbbműködésének következménye a fizikai létben.
A Föld fizikai létezése fokozatosan alakult ki. Rudolf Steiner állítólagos érzékfeletti megfigyelései szerint a Föld egy korai állapotában még nem tartalmazott élettelen fizikai létet, de már tartalmazott életet. Az anyagivá válás határán még csak fizikai hőből állt. Azután megjelent benne a légnemű halmazállapot, majd a folyékony és a szilárd is. Az élet ugyanebben a sorrendben „hódította meg” fokozatosan a maga számára a fizikai létet. Így keletkezett a földi fizikai élet. Eleinte csak hőből álló lények keletkeztek, azután olyan lények, amelyeket hő és légnemű anyagok alkottak, még később olyan lények is, amelyekben a folyékony halmazállapot is jelen volt, és csak legvégül jelentek meg a szilárd részekkel (porcok és csontok) is rendelkező élőlények. Az élet kezdetben csak a hőt szervezte, majd a légnemű, folyékony és végül a szilárd halmazállapotú anyagokat is. A Föld legelső fizikai lényei tehát hőlények, legelső anyagból is álló élőlényei pedig légnemű lények voltak. Csak ezt követően alakultak ki azok a folyékony–szilárd életformák, amelyeket a mai biológia az első élőlényeknek gondol.
Mindennek belátását elősegítheti a hő és a többi anyag kapcsolatának átgondolása. Ahogy a hő képes áthatni az anyagokat, a levegőt és a szilárdat is, úgy képes a szellem is áthatni a lelki, az élő és az élettelen létet. Ahogy minden lét az egyetlen szellemi léten belül van, úgy a fizikai anyag az élőn belül is létezik. Az a része, amelyet az élő fel is vesz magába, azt az életben rejlő törvényszerűségek szerint „szervezi” élőlényekké.
Az antropozófiai nézet szerint az anyag nem szerveződik magától. Az élet fizikai létben való első megjelenésében nem játszottak oki szerepet a gének, mert a gének éppen azután jelenhettek csak meg, amikor az élet már génekké szervezte az anyag egy részét. A gének eszerint nem okai, hanem okozatai, és mint ilyenek, anyagi közvetői az életműködésnek. A gének az antropozófia felfogásában az élet olyan „lenyomatai” a sejtekben, amelyeken keresztül az élet szabályozza és szervezi a fizikai anyagot és a hőt a fizikai élőlényekben.

#### Élet a fizikai testben
Az antropozófiai nézet szerint élő minden olyan fizikai test, amelyben a belső szerveződéséből fakadóan egyedi élet működik.
Az élet – érzékfeletti módon – az egész Földet áthatja, de a fizikai, tárgyi megismerés számára csak a legalább légnemű és folyékony halmazállapotú anyagokat is tartalmazó lényekben figyelhető meg a hatása életfolyamatokként. A biológia egyelőre csak a fizikai-anyagi hatásaiban megjelenő életet képes kutatni, mivel közvetlenül nem figyeli meg az életet, csak amit az élet okoz a fizikai testekben. Kutatási területe az életműködés fizikai következményei.
Minden élőlénynek nemcsak fizikai, hanem életformája is van, amit az antropozófia többnyire élettestnek(vagy étertestnek, képzőerőtestnek) nevez. Egységes élet hatja át az egész Földet, de ezen belül minden élőlénynek elkülönült, egyedi életteste van, amely érzékfeletti életáramlásokkal az egységes élethez is kapcsolódik. Minden földi élőlény életét alapvetően az egyed életteste határozza meg, miközben minden élettest az egységes földi életszférába tartozik és az egyedi fizikai élet megszűnése után ebbe az életbe tagozódik.
Az élettestek fajspecifikusak és fajmeghatározóak. Minden élőlénynek van egy fajára, rendszertani besorolására jellemző életteste. Az élőlény fizikai formáját is az élettest határozza meg. Az élettest valójában fizikailag formáló test. (Például egy elefánt életteste más formájú, mint egy zsiráfé.) A növények életteste igen szorosan kapcsolódik az egész Föld élettestéhez, az állatoké kevésbé, az embereké a legkevésbé. Az élettestben lévő életerők működése szabályozza az élő egyed fizikai testben zajló életét, életfolyamatait, génjeit, hormonjait stb., és ezeken keresztül a fizikai test egészségi állapotát, alakját. Az élettest működésének legszembetűnőbb eredménye, hogy életben tartja a fizikai testet, vagyis megtartja a fizikai test fajhoz illő formáját, és bizonyos ideig nem engedi a fizikai testet felbomlani.
Amint az élettest elválik a fizikai testtől, a fizikai test abban a pillanatban elkezd részeire esni, oszlani. Amint a fizikai test sérülés, elhasználódás vagy egyéb okok miatt kikerül az életből, halottá válik. Az élettest fizikai testtől történő elválását a kozmoszban lévő lelki és szellemi erők ritmikus és egyéb erői szabályozzák. Például az évelő növények őszi elhalását, a fásszárúak hervadását az élettest ritmikus földbe húzódása okozza. Az egynyári növények életteste viszont nemcsak visszahúzódik a földbe, de végleg el is szakad a növény fizikai testétől, ezért a fizikai növény mint élő egyed végleg elpusztul. A magokban, sőt a fizikai magok közvetlen környezetébe is kiterjedően, esetenként a növény egyéb részeiben azonban visszamarad az élettest, amit rendszerint tavasszal felvesz magába a Föld élete, aminek következtében egy új, hasonló formájú növény fejlődhet ki: vagyis kibontakozhat egy új növény hasonló élettesttel a Föld életén belül a kozmosz, a Nap éltető erőinek kívülről jövő támogatása mellett. Mivel az embernek nemcsak élete van, hanem lelke és szelleme is, ezért az ő halálakor az élettel együtt a lélek és a szellem is eltávozik a fizikai testből, aminek életére vonatkozó következménye a holttest oszlása, a fizikai test formáinak felbomlása.
Az élettest képes részlegesen is távozni a fizikai testből. Ha például az ember lába elzsibbad, és ez nem vezethető vissza idegműködési rendellenességre (amit persze szintén okozhat az élettest!), akkor a fizikai lábból átmenetileg kiemelkedő élettestben találjuk a jelenség okát. Amikor a zsibbadás kezd múlni, akkor előfordul, hogy ún. „hangyázó érzést” tapasztalunk, aminek az az oka, hogy az élettest a fizikai testbe pontszerűen kapcsolódik, amit ilyenkor érezni lehet. Az amputált végtagoknál fellépő fantomfájdalmak, fantomérzések oka nem a fizikai végtag korábbi „beidegzettségére” vezethető vissza, hanem arra, hogy a fizikai végtag elveszésével az életbeli végtag továbbra is az ember része és a benne végbemenő életfolyamatok egy részét a tudat érezni képes. Az antropozófia minden élettel összefüggő jelenséget a fizikaiságot átható érzékfeletti élet fizikailag érzékelhetetlen működésével magyaráz, a fizikai életfolyamatokat pedig ennek megfelelően okozatként értelmezi, de minden materiális megfigyelést elfogad.

#### Az élet és a tudat
Minél bonyolultabb egy élőlény, annál bonyolultabban működik az élete. Az anyagi szerveződés foka éppenséggel közvetlenül a bonyolultabb élettest hatásának köszönhető. Az élet működése nyilvánvalóan függ az anyagtól, a fizikai testtől, attól, hogy az élet mekkora ellenállásra talál benne, de jelentősen függ a lelki és szellemi élettől is. A növények lelki és szellemi élet híján egyszerűbb életet élnek, mint a lelki élettel rendelkező állatok, és az állatok élete egyszerűbb, biológiailag kevésbé szervezett, mint az embereké, akiknek nemcsak lelki, hanem szellemi életük is van.
Általános szabályként az antropozófia úgy véli, hogy a tudatosság az élet ellen hat. Ez abban is megmutatkozik, hogy a növények például a leszakított leveleik helyén mindenféle lelki akadályozottság nélkül képesek kinöveszteni új leveleiket. Minél kisebb tudati élettel rendelkezik egy állat, többnyire annál reproduktívabb. (A tetvek szaporodása során sokkal több utód születik, mint például az egér szaporodásakor. A gyík még ki tudja növeszteni a levágott farkát, de a kutya már nem.) Az állatokban és az emberben a lelki élet az életet használja a lelki-tudati működéshez, ezért az élet e működésnek bizonyos fokig alá van rendelve. Minél bonyolultabb, minél intenzívebb a lelki (és szellemi) élet, annál több életet használ el az anyagban zajló vegetatív működésre is fordítható életerőből, pontosabban – legalábbis az embernél – az élet során a fizikai életre fordított életerőkből egyre több szabadul fel a tudat, a lelki-szellemi működés által felhasználható módon. Az állatoknál és az embereknél az alvás szerepe legfőképpen az, hogy a tudati élet által megzavart, lecsökkent, elhasznált életerők az éber tudat hatásaitól mentes állapotban felfrissüljenek, rendeződjenek.
Az élet legfőbb sajátossága az antropozófia szerint az ismétlés elve, ami nyomon követhető az élő természet ciklusaiban, ritmusaiban és fraktálalakzataiban. Emiatt hozza a növény egyik levelét a másik után; emiatt nőnek a fa fiatalabb ágai a meglévőkből csak bizonyos szögben, emiatt kering a vér újra és újra azonos pályán az érrendszerben stb.). E sajátosság miatt létezik az emlékezés is, amely olyan lelki képesség, amely az egyszer elraktározott élményt, képzetet képes újra a tudatba emelni, mintegy megismételni. Az antropozófia szerint az emlékek nem a fizikai testből, hanem a folyton mozgékony élettestből kerülnek felidézésre.

#### Az élet organizációja
Az életnek alapvetően hétféle szervező ereje, működése létezik, amely lényegében minden élőlényben megtalálható, legföljebb rendkívül eltérő módon.
1. Befogadás: hő vagy/és valamilyen halmazállapotú anyag felvétele. (Például lélegzés, táplálékfelvétel.)
2. Hasonítás: a felvett szubsztanciák szervezethez igazítása, szervezethez hasonlóvá tétele. (Például a szilárd táplálék nyállal keverése; a táplálék, levegő felmelegítése vagy lehűtése; a kortyolás mértékének és ritmusának szabályozása stb.)
3. Visszaszorítás (eliminálás): a hasonított szubsztanciák külvilági (környezeti) jellegének megszüntetése. (Például az emésztés során a 37 fokos folyékony anyag kémiai elemekre bontása, anyagok megsemmisítése; a tüdőbe felvett levegő használható és nem használható részekre bontása.)
4. Kiválasztás: az életműködés legfőbb szabályozása ritmusokban. 
  1. Testre irányuló kiválasztás: a test építése érdekében anyagok, szükséges hőállapotok létrehozása. (Például emésztőnedvek, epe stb. termelése, megfelelő helyre juttatása; a test számára hasznosítható tápanyagok létrehozása a szétrombolt külvilági anyagok „romjain”, és ennek vérbe, szükséges helyekre juttatása.)
  2. Belső kiválasztás: kiválasztást végző szervekre irányuló szabályozás. (Például a belső szekréciós mirigyek hormontermelése, megfelelő helyre juttatása; vegetatív idegrendszer neurohormonjainak termelése.)
  3. Külvilágra irányuló kiválasztás: a test védelme érdekében a szükségtelen anyagok rombolása, leépítése és eltávolítása. (Például széklet, húgy, verejték előállítása és eltávolítása a szervezetből.)
5. Megtartás: a testre irányuló kiválasztással a testbe továbbított anyagok és hő megtartása, regenerálása. (Például oxigén felvétele a vérbe, tápanyagok szelektált felvétele az egyes szervekbe.)
6. Növekedés: a test anyagainak szaporítása. (Például a testarányok megváltozása, súlygyarapodás, magasságnövekedés stb.)
7. Létrehozás (reprodukció): új test, utód teremtése szaporodás útján.[28]

### A testek
Az antropozófia számára test az, aminek formája van. A testen keresztül nyilatkozik meg az ember számára a körülötte lévő világ, a valóság. Az antropozófia tanítása szerint háromféle test létezik a világban, amelyek egymást képesek áthatni: fizikai, élet- és asztráltest (=érző test).

#### Az emberi test
Az ember is e három testtel rendelkezik:
- Fizikai test: a fizikai létben rendelkezik formával. Jellemzője, hogy térben létezik. Nem feltétlenül tölti ki anyag.
- Élettest (képzőerő test, étertest): az élő lényekben folytonos áramlásban lévő életet összefogó és fenntartó forma. Minden fizikai testben megjelenő élet pusztán kifejeződése annak az életnek, amely érzékfeletti (fizikai érzékekkel nem megközelíthető) formában közvetlenül is észlelhető. (Az élet a fizikai testtől független létező. Az élet jellemzője, hogy időből épül fel. Nincs a térben.)
- Asztráltest (érző test, lelki test): a lelki életet hordozó forma. Minden a fizikai létben kifejeződő lelki tulajdonság és megnyilvánulás eredeti „helye” itt található. (A lelki élet a fizikai és élettesttől független létező. A lelki élet jellemzője, hogy nem térben, hanem időben létezik.)

Mivel az antropozófia tanítása szerint az ember három testtel rendelkezik, ezért háromféle testi világhoz tartozik. Fizikai teste révén a fizikai világhoz, életteste révén az élők világához és érző teste (asztrálteste) révén az érző, lelki lények világához. (Az ember ezen kívül még individuuma, szelleme révén a szellemi világhoz is tartozik.)
A fizikai világban az ásványok csak fizikai testtel rendelkeznek. Ezt az antropozófia ásványi létformának nevezi. A növényeknek élettestük is van, ez a növényi létforma. Az állatoknak pedig lelki életet biztosító érző testük is van, ez az állati létforma. Az ember ásványi, növényi és állati létformával is rendelkezik, és ezzel rokona a természet dolgainak és lényeinek, de ezen kívül emberi létformája is van, ami domináns a másik három felett.
Ásványi létformájában az ember rokona minden fizikailag láthatónak; növényi létformájában rokona minden növekvő és szaporodó lénynek; állati létformájában rokona mindazoknak a lényeknek, amelyek környezetüket érzékelik és külső benyomásokra belső élményekkel felelnek.
Az állatok és az emberek teste főként abban különbözik, hogy míg az állatok teste az állati lélekben élő ösztönöket, vágyakat szolgálja csupán, addig az emberi test elsősorban a szellem befogadására, a gondolkodás kibontakoztatására van organizálva. Az ember fizikai agya a gondolkodó szellem fizikai testi alapja.
„A szellemtudomány értelmében egy pusztán fizikai test – pl. egy kristály – alakját az élettelen testben rejlő fizikai formáló erőktől kapja; de az élő test nem ezektől az erőktől kapja az alakját, mert abban a pillanatban, amint az élet elszállt belőle és csak a fizikai erőknek van kiszolgáltatva, szétesik. Az élettest a fizikai testet az élet minden pillanatában megóvja a széteséstől: Ahhoz, hogy az élettestet láthassuk, más lényben érzékelhessük, felnyílt szellemi szemre van szükségünk. Enélkül is elfogadhatjuk létezését logikai alapon, látni azonban csak szellemi szemmel láthatjuk, mint ahogy a színeket a fizikai szemmel látjuk.”
A fizikai testek fizikai érzékszervekkel és műszerekkel figyelhetők meg, a többi test ún. érzékfeletti észlelő szervekkel, amelyek az antropozófia szerint az ember lelki és szellemi organizmusában fejleszthetők ki.

#### A test antropozófiai felfogásának jelentősége a megismerésben
E felfogás szerint tehát például a gyűlölet vagy a szeretet érzésének vannak a fizikai test ásványi struktúrájában „kódolt” feltételei, de e struktúrát közvetlenül az ember individuuma végzi az érző- és élettesten keresztül. E fizikai struktúrában felfedezhető életfolyamatok közvetlenül az élettest működésétől függnek. Az élettest az élet során áthatja a fizikai testet és fizikai struktúrájának változásait részben, életfolyamatait pedig teljes egészében közvetlenül az élettest működése okozza. Például a gének rövidebb vagy nagyon hosszú távon bekövetkező mutációit is közvetlenül az élettest változásai határozzák meg, azt pedig a lelki élet és az ember esetében még a szellemi élet is.
A tudomány által felfedezett tények, amelyek feltárják egyrészről az érzések, másrészről pedig az agyszerkezet, szinapszisok, hormonok és egyéb anyagok stb. közötti összefüggéseket, nem mondanak ellent az antropozófia állításainak. Az antropozófiai gondolkodás a fizikai megfigyelések köré szerveződő természettudományos elméletekben azonban számos hibát lát, mivel úgymond nem veszik figyelembe azt, ami érzékfeletti módon megfigyelhető. Az antropozófia hívei szerint legtöbbször azt a hibát követik el, hogy a valóság pusztán fizikai ismeretei alapján az okokat is a fizikai valóságban vélik megtalálni, holott az antropozófia hívei szerint az okok a legritkább esetben találhatók meg ezen a szűk területen, és akkor is kiegészítésre szorulnak. Eszerint a dopamin például nem lehet oka az öröm és boldogság érzésének, okozata viszont mindenképpen.
Az ember megismerési vágya, hogy magyarázatot adjon a valóság tényeire. Amíg azonban a hagyományos természettudomány értelmében csak a fizikai valóságban kutat – az antropozófia álláspontja szerint – nem képes a valóság életre, lelkiségre és szellemiségre vonatkozó részének tényeit közvetlenül megfigyelni vagy legalább figyelembe venni, addig szükségszerűen képtelen a dolgok valóságnak megfelelő ok-okozati magyarázatát is megtalálni. Hiszen a szokványos tudatállapot, amelyben a jelenlegi ember a tudományos kutatásait, megfigyeléseit végzi, csak a valóság kicsiny (fizikai) szeletére korlátozódik – érvelnek a tan követői. Ha a valóság teljesebb részére alapozódna, akkor szerintük képes volna közvetlenül az élet, a lélek és a szellem dolgait és folyamatait is kutatni, megfigyelni, és valósághűbb magyarázatokkal szolgálni.
Az antropozófia úgy véli, hogy ember érzékfeletti megismeréssel, magasabb tudatállapotban az élettesteket és érző testeket is képes kutatni. A külső fizikai megfigyeléseket ezért olyan megfigyelések közlésével kívánja kiegészíteni, amelyek fizikai szinten is hasznosíthatók és szándéka szerint előbbre viszik az emberiséget is.

### Az individuum
Rudolf Steiner a szellemi megfigyelései alapján az individuumot, vagyis ént mindenkitől különböző, önmagában létező szellemi entitásként jellemezte, akinek van testtől és lélektől független szellemi szubsztanciája és van szellemi ereje is. Az ember testből, lélekből és szellemből álló lényének centruma az individuum, illetve annak testi reprezentánsa, a személyiség. Az individuum mivoltából fakad az ember és az állat közötti nagy különbség. Míg a földön minden egyes embernek van külön individuuma, addig az állatvilágban az egyes fajoknak van egy-egy individuuma. Az állatoknak tehát csoport-énje van, míg az embereknek individuális énje. Steiner szerint az ember individuuma jelenleg alá van vetve a sorozatos újratestesüléseknek, reinkarnációnak. Az ember legbensőbb lényének magva az individuum, amely földi testét használja arra, hogy testi, lelki és szellemi fejlődésen menjen keresztül. Az antropozófia, amelyet Steiner hozott létre, az individuumot magasabb énnek nevezi. Ez az individuum az, aki a földi élet alatt a testbe, lélekbe küldi erőit, és a földi megtestesülés idejére az adott testhez kapcsolódó ént, személyiséget, alacsonyabb ént alakít ki magának. Így él a földön lelki és szellemi életet. Ez a testhez kapcsolódó én a magasabb én testben tükröződő hatása, aki aztán az átélt élmények, tapasztalatok, emlékek szerint alakul az egész élet során. Az alacsonyabb én aztán a test halálával megszűnik, pontosabban mindaz a tapasztalat, ami az individuum számára gyümölcsöző, a halál után fokozatosan beleolvad az örökké létező individuumba. Így semmi sem veszik el az ember szellemi magva számára, és a következő földi megtestesülését bensőleg gazdagabban, új lappal kezdheti, azaz új személyiséget, új éntudatot alakíthat ki, általában ellenkező neműként születik újra, a föld más táján, másik korban, más érdeklődéssel és más foglalkozást, tevékenységeket végez. „Ami individuális bennem, az nem az organizmusom a maga ösztöneivel és érzéseivel, hanem az az egységes eszmevilág, amely ebben az organizmusban felcsillan. Ösztöneimmel, hajlamaimmal, szenvedélyeimmel az egész emberi nemhez tartozom. Azáltal vagyok individualitás, hogy ezekben az ösztönökben, szenvedélyekben, érzésekben sajátos módon valamilyen eszmeiség nyilvánul meg. Ösztöneim, hajlamaim révén azonos vagyok a többi emberrel. De azáltal a sajátos eszmeforma által vagyok individuum, amelynek révén a többi ember között énnek nevezem magam.”

### Tudat, tudatállapotok
Tudatállapotok: a tudat különböző formái, melyekben az észlelés és megismerés is eltérő.
A Rudolf Steiner által létrehozott antropozófia szerint minden létezőnek van tudata, még a növényeknek és az élettelen ásványoknak is, csak ezeknek nagyon tompa.
Minden tompább tudattal rendelkező létező világosabb, magasabb tudattal rendelkező lény(ek) tudatába van beágyazva. Végső soron minden létezés tudatos tevékenységre vezethető vissza. A legtompább tudatállapot is belső átéléssel jár, ami azonban csak világosabb tudatban tudatosítható. Az állatok, növények és ásványok tudata a lét fizikai síkján túli régiókban van, az állatoké közelebb, az ásványoké a legmagasabb szellemi szférákban. Végső soron minden mögött tudatos, azaz világos és belülről fogalmilag is átlátott tudatműködés áll.

#### Az ember tudatállapotai
Az embernek jelenleg három tudatállapota váltakozik. Éber állapotában ún. tárgyi tudata van, amelyben gondolkodva tudatosítja a tárgyakat. Alvás alatt alvástudata van, amelynek során a lét lelki és szellemi szintjein érzésekben és akaratban éli át magát. Álomtudatban pedig az alvás és ébrenlét határán érzéseket, hangulatokat él át gondolati (álom)képekbe öltöztetve.
Beszélhetünk az emberi lélek különböző részeinek működési tudatfokáról, tudatosságáról is. A gondolkodás mindig éber és világos állapotban zajlik, ezért a tárgyi tudat alapja. Az érzések átélése sokkal tompább, félig tudatosnak, álomszerűnek tekinthető, mert bár gondolkodva is tudhatunk róluk, de csak nagyon sejtésszerűen, halványan. Az akarat a legtompábban működik. Az akarat még tárgyi tudatosságunk idején is alvóállapotban van.
Gondolkodó tárgyi tudatunk nem képes a test mozgásait, az akarat tevékenykedését a tárgyi tudatba emelni. Az emberi érzések átélése épp úgy az álomtudat formája, ahogy az akarat az alvástudaté. Az érzéseket álmodjuk, akaratunkban alszunk, és csak a gondolkodásban vagyunk ébren.
A gondolkodás az idegi-érzékszervi rendszerben találja meg testi alapját. Az érzések a ritmikus-és keringési rendszerben, az akarat pedig az anyagcsere- és végtagrendszerben. Az anyagcsere és a végtagok testi állapota befolyásolja az akarat lelki kibontakozását. Például depresszív állapotban az akarat bénultságát többnyire az anyagcsere beteges működésében lehet megtalálni. A vérkeringés és minden ritmikusan zajló testi folyamat az érzések megélésének testi előfeltételeit biztosítja. Az idegrendszer pedig a gondolkodás tudatossá válását teszi lehetővé. Így például az idiotizmus nem a lélek gondolkodó képességének hiányából fakad, hanem abból, hogy nem képes a gondolkodási képességét a testi idegrendszerbe bevinni.
Összefoglalva: az antropozófia szerint az ember tárgyi tudatossága idején valójában háromféle tudatosságot hordoz magában: gondolkodván éber tárgyi tudatban, érzéseiben álomtudatban él, akaratában pedig alvó állapotban van. A tárgyi tudat feltétele a gondolkodás jelenléte. 
Az állatok tudata eltér az emberétől. Az állatok alapvetően álomtudatban élnek, amikor nem alszanak. Még a magasabb rendű állatok is csak álomszerűen tudatosítják a tárgyi világot. Hogy a világot tárgyszerűen tudatosíthassák, ahhoz fejlettebb gondolkodással kellene rendelkezniük. Az állatok gondolkodása mintegy érzéseikbe vannak ágyazva és ez (nem individuális) gondolataik átélését is álomszerűvé, tudatilag homályossá teszi.
A növények alvástudattal rendelkeznek, az ásványok pedig még ennél is tompább tudattal, ún. transztudattal. Rendellenes módon az ember is képes transz(tudat)ba esni, amikor szomnambul állapotba kerül vagy bizonyos médiumi képességek jelentkezésekor.

#### Álom és álomtudat
Rudolf Steiner szerint az álmokban jellemzően nem az álomképek a lényegesek, hanem az érzések és a hangulatok. Ő is úgy látta, hogy a képek és érzések az elmúlt napok reminiszcenciái, pontosabban a néhány napos emlékek régebbi emlékképzeteket is előhoznak. Az álmok többnyire szimbolikusan formában és kaotikusan jelennek meg. Szerinte az álmokban az érzések váltják ki a képeket, ezért annak az álomfejtésnek nincs sok megismerési értéke, amely pusztán a képek alapján próbál magyarázatot keresni. (De az álmok érzések alapján történő megismerése sem bír nagy jelentőséggel, ha az ember nem képes érzéseire magasabb szempontból rátekinteni.) Ráadásul az álmok jelképrendszerében a kollektív hasonlóságok ellenére egyéni különbségek is vannak. Ugyanaz az érzés – például egy holnapi vizsgától való szorongás – egyénenként különböző szimbolikába öltözhet. Még egyazon személy esetén is napról napra változhat a szorongást kifejező álomtörténés.
Steiner megfigyelései szerint nappali éber tudatállapotunkban magukat az érzéseket is álmodjuk. Csak azért nem élünk át tudatosan képeket is az érzésekkel együtt, mert ekkor az érzékszervi érzékelés, gondolkodás és emlékezet is működik, melynek folytán képzeteket alkotunk az érzékelés folyamán és képzetek keletkeznek és merülnek fel az emlékeinkből is, amelyek intenzitása elnyomja az érzésekkel járó homályos, gondolatilag át nem látott képeket. Másrészt álomállapotban az egész testen eluralkodik az álomtudat, míg nappali éber állapotunkban ez az álomtudat csak az érzésekre terjed ki.
Steiner szerint az álmok úgy jönnek létre, hogy vagy a testbe merülő, felébredésben lévő lélek, vagy a testből kiemelkedő (elalvó) lélek érzései a test áramló életfolyamataival való gyenge kapcsolatakor az áramló életben tárolt emlékképzetekkel kapcsolatba lépnek és e képekbe öltöznek. Az érzéseket képek, képzetek jelenítik meg és ezáltal legalább félig vagyis homályosan tudatossá válhatnak. Mivel azonban a gondolkodás rendező ereje nem jut érvényre az érzések által koreografált álomtörténetben, ezért az álom többnyire kaotikus marad. Megfigyelhető, hogy az álmok kaotikussága csökkenthető, ha a gondolkodás erejét képesek vagyunk az álmokba is bevinni. Ennek további következménye lehet a tudatos álmodás, majd a tudatfolytonosság elérése és olyan magasabb tudatállapotok elérése, amelyekből az antropozófia is született.

#### Tudatfejlődés
Az antropozófia szerint nemcsak a test, hanem a lélek és szellem is fejlődésnek van alávetve.
Az antropozófia szerint a tudatállapotok fokozatosan, világkorszakok során fejlődnek ki. Az ember tudata például kezdetben a mai ásványokéhoz hasonló transztudat volt, azután a mai alvástudathoz, majd álomtudathoz hasonló, s csak nem túl régen fejlődött ki tárgyi tudatossága. Az álom- és alvástudat (és a transztudat) régi tudatállapotok maradványai, amelyeket előző manvantarákból hozott át. A jövőben az emberi tudat tovább fejlődik és újabb három tudatállapoton halad keresztül. 
A jelenlegi tárgyi tudat elsősorban a gondolkodás kifejlődésének köszönhető. Az önálló gondolkodás kialakulása előtt az ember álomszerű képekben és érzésekben élte át a világot és önmagát. A tudatában megjelenő gondolatokat nem érezte sajátjának, isteni, szellemi lényektől származónak érezte. A fizikai világot nem érzékelte olyan élesen, mint mi, hanem aurában látta a tárgyakat. Egyfajta tisztánlátó képtudata volt, mert főként alvás alatt volt képes lelkileg, érzékfeletti módon érzékelni a lelki, szellemi létet és lényeket.
Előzőleg nagyrészt olyan tudatállapotban élt, amelyben a tárgyi létet alig vagy egyáltalán nem is érzékelte, viszont otthonosan érezte magát ösztönös tisztánlátó tudatában az istenek és lelki lények között. A transztudatban pedig csak tompa létezést érzett. 
A múlt e tudatállapotai mind érzékfeletti érzékeléssel, tisztánlátással jártak és ösztönös módon hatottak. Az embernek tehát a múltban egyre halványuló ösztönös tisztánlátó tudatállapotai voltak, amelyekben az önálló és szabad gondolkodás, valamint az ember önálló individuumnak való érzése még nem vagy alig jelent meg. Ezek fokozatosan jelentek meg benne. A jelenlegi tárgyi tudatosság azáltal alakult ki, hogy az ember mára már intenzíven énnek, individuumnak, különálló lénynek érzi magát a világ többi részétől; önállóan gondolkodik és a fizikai lét tárgyait élesen érzékeli, az ösztönös tisztánlátása pedig megszűnt.
A jövőben az embernek ismét tisztánlátó tudatformái fognak kialakulni, amelyek abban fognak különbözni a múlt tudatállapotaitól, hogy az ember gondolkodó képessége, világos tudata és erős én-érzése, éntudata megmarad. A jövő tudatállapotai ezért tudatos tisztánlátó tudatformák lesznek. Előbb a régi ösztönös és álomszerű, képekben élő tisztánlátáshoz hasonló tudatos képtudat alakul ki, amit imaginatív tudatnak nevezünk. Azután a régi ösztönös alvástudathoz hasonló tudatállapot jön létre, amelyben gondolkodva és énjével lesz jelen. Ezt inspiratív tudatnak nevezzük. Végül intuitív tudata lesz, amelyben énjével, tudatosan fog élni.
A tudat fejlődése vázlatosan abból áll, hogy a kezdeti szinte az egész létet átfogó, ám nagyon tompa tudatállapot fokozatosan világosabbá válik, de közben a tudat a létezés egyre kisebb részét képes csak átfogni. A legszűkebb a tudatosság a tárgyi tudatban, hiszen ez csak a fizikai lét érzékelésére korlátozódik, viszont ebben már olyan világossá válik, hogy ezután az ember képes lesz belőle kifejleszteni a későbbi koroknak megfelelő tudatállapotokat. Ezek azért jelentenek fejlődést a tárgyi tudathoz képest, mert általuk a lét sokkal nagyobb része válik megismerhetővé és érzékelhetővé. S miközben ismét a lét egyre nagyobb része válik átfoghatóvá világos, éles tudattal, a tudat világossága sem csökken, sőt, még tovább fokozódik. – Lényegében a régi ösztönös és álomszerű érzékfeletti tudatállapotokból az első felébredés a tárgyi tudatosság kialakulása volt. A jövőben a tárgyi tudatból imaginatív tudatba, majd onnan inspiratív tudatba, s végül onnan intuitív tudatba való ébredés fog bekövetkezni.

#### A tudatállapotok fejlesztése
Rudolf Steiner közlései szerint az ember már ma is képes lehet a jövőben jellemző tudatállapotok kifejlesztésére, azaz tudatos tisztánlátóvá válni, ahogy erre ő is képes volt. Ő is csak azért volt képes ezeket leírni és jellemezni, mert ezeket használta. Steiner ezért a létet sokkal szélesebb körben volt képes megfigyelni, mint amire a mai ember általában képes.
A tudatállapot befolyásolható fizikai szubsztanciákkal is (élvezeti cikkek, pszichedelikus szerek stb.), de az ember egészséges tudatfejlődése abból áll, hogy alapvetően nem folyamodik anyagi segédeszközökhöz, hiszen a jövő tudatfejlődése lelki-szellemi, meditatív, és legfőképpen morális fejlődés.

#### A tudatállapotok megértése a mai ember felépítése szempontjából
Az antropozófia az embert alapvetően négy részből állónak ismeri. Van fizikai teste, amely ásványi anyagokkal van kitöltve; van életteste, más néven éterteste, amely a fizikai testet életben tartja a halálig; van asztrálteste vagy érző teste, amely az érzések és a lelki élet hordozója; s van énje, individuuma, szellemi középpontja, aki e három testben lélekként és szellemként él, fejlődik ismétlődő megtestesülésekben (reinkarnáció).
A nappali tárgyi tudat idején az ember négy tagja áthatja egymást. Elalváskor az ember asztrálteste és énje kiemelkedik a fizikai testből és az azt átható élettestből (másnéven étertestből). Ez okozza az alvás tudatállapotát. Amikor reggel az én és az asztráltest ismét áthatják az ágyban fekvő fizikai és élettestet, az ember ettől felébred, tárgyi tudatra ébred. Az alvás és ébrenlét között van egy átmeneti állapot, az álomtudat, amely akkor jön létre, amikor az asztráltest és az én részben a fizikai és élettesten kívül helyezkedik el, részben pedig bennük. Hogy az álmokra emlékezünk-e, az attól is függ, hogy az én mennyire követi az asztráltest és élettest összekapcsolódását felébredéskor és elválását elalváskor. A REM fázisok is ilyenkor zajlanak.

#### A szokványostól eltérő, különleges és beteges tudatállapotok
Hipnotikus állapotban az ember énjét akarati erővel bizonyos fokig távol lehet tartani a másik három testtől, ezért legalábbis részben a hipnotizőr énje veszi át annak szerepét.
A részegség, az alkohol az ember énjét, individuumát nem engedi a másik három testben normálisan működni, ezért képes a részeg olyat tenni, amit énje tudatában, azaz felelősséggel nem tenne meg sohasem. És azért nem képes emlékezni részegsége élményeire, mert énje, az emlékező lénye ebben az időszakban nincs a testben. Ez hasonló az álmokra való szegényes emlékezésre. Ott is az én jelenlétének hiánya vagy derengő jelenléte okozza mindezt.
A médiumi tudatállapot úgy alakul ki, hogy az ember asztrálteste és énje sokkal erősebben benyomódik az életfolyamatokba és a fizikai test szerveibe, mint ami egészségesnek mondható.
A régi misztikusok olyan tudatállapotot értek el, ami szintén a testbe való mélyebb belemerüléssel járt.
Az extázis tudatállapota úgy jön létre, hogy az ember tudatában marad énjének és asztráltestének, miközben ezek kiemelkednek a fizikai és élettestből. Például dervistánc révén is ezt lehet megtapasztalni.
Az LSD és más drogok is az eksztatikus állapot egy formáját idézhetik elő. Azok a tapasztalatok, amelyek testen kívüli állapotról szólnak, többnyire valóságos tapasztalatok, nem képzelődések, noha ennek éretlen megtapasztalásai nagy veszélyekkel járnak; a testben való lelki élet súlyosan károsodhat miközben a test megromlása is valószínűsíthető.
A hallucinációk oka az, hogy az ember bizonyos szerveinél beteges módon kiemelkedik az asztráltest vagy/és az én, illetve túlságosan belemerül a fizikai és élettestbe az asztráltest és/vagy az én. A halálosan beteg emberek hallucinációját az váltja ki, hogy valamelyik beteg szervben e négy tag viszonya gyökeresen megváltozik, például a tüdőt átható asztráltest kiemelkedik a testből, bizonyos mértékig az én is vele megy és a kiemelkedett rész lelki életét álomképekben nem sajátjaként, hanem külső realitásként tapasztalja. Külső valóságnak hiszi a testéből kiemelkedett lelki rész (asztráltest) szemlélését.
Mindenféle tudatállapotban lehet a valóság valamely részét érzékelni, viszont vannak tudatállapotok, amikben nagy a veszélye annak, hogy a képeket és az illuzórikus dolgokat is valóságnak, realitásnak veszi az ember. Még a tárgyi tudatban is el lehet tévelyedni. Például tárgyi tudatban nem érzékeli közvetlenül az élettestet, valamint a lelki és szellemi tényeket és folyamatokat, s azt hiheti az ember, hogy akkor ezek nem is léteznek.

#### Tudatállapotok a halál után
Az antropozófiai ismeretek szerint, amelyeket hívei a tárgyi, imaginatív, inspiratív és intuitív tudatállapotokban szerzett megfigyelésekből származtatnak, a halál után és a földi születés előtt is váltakozó tudatállapotokban él az ember. Közvetlenül a halál beállta után nagyjából két-három napig olyan állapotban, amely nagyon hasonló ahhoz, mint amit sok klinikai halálon átment ember is tudatosan átél. Az emlékezet kitágul, az idő átélése egyidejűséggé változik (életfilm), a testen kívüliség evidens élmény. Az én a fizikai testen kívül tartózkodik, ezért érzi magát testen kívül. Az emlékeket az élet, az élettest tárolja, amely a lélekkel (asztráltesttel és az énnel együtt marad három napig. Ez éppúgy kiemelkedik a meghalt ember fizikai testéből, mint az asztráltest és az én. Három nap után azonban az ember asztrálteste és énje ezt az élettestet is leveti magáról.
Ezután az ember tudatállapota ismét megváltozik és visszafelé éli meg asztráltestében földi élményeit, érzéséletét és tetteit. Nemcsak az időbeli lefolyás fordított a földi idő haladásához képest, hanem a lelki átélés is. Amit például bántásként okozott az ember, azt saját lelkében kínzó, égető fájdalomként és szenvedésként érzi át. (Ez az az állapot, amit a keresztény tanok pokolnak neveznek, a keleti tanok pedig kamalokának vagy tisztítótűznek. De ez nem hely, hanem tudatállapot a lelki (asztrális) síkon.)
Földi időben mérve háromszor gyorsabban zajlik ez a fordított élet és megtisztulás, amelynek letelte után az ember leveti asztráltestét is és énjével a szellemi világban (keresztény vallásban: menny vagy ég, keleti terminológiában: devachán) folytatja fejlődését. Itt aztán egy megváltozott tudatban bedolgozza énjébe előző földi élete gyümölcseit és előkészül a következő földi életére, sok másik emberi és nem emberi tudatfokon álló lény (főként a szellemi hierarchia lényeinek) segítségével.

#### Magasabb tudatállapotok
Minden tudatállapothoz tartozik megismerés. A tárgyi megismerés az első tudatos megismerési mód: fizikai érzékelésen és gondolkodáson alapul.
A magasabb tudatállapotokban az érzékelés és ezzel a megismerés módja is változik.
Imaginatív tudat (imagináció): A tudatos megismerés második foka, amely során az érzéki adatok helyét teljesen átveszik a tudatban, lélekben átélhető képek. E képek még éppúgy nem a valóság, ahogy az érzéki adatok sem azok, de ezek is a valóságra vonatkoznak. E megismerésben a fogalmak, képzetek is megelevenednek és képszerűvé válnak. Ezért joggal nevezhető ez a tudat vagy megismerés képtudatosnak.
Valójában minden gondolkodás és képzetalkotás mögött imaginatív tevékenység áll, az ember tárgyi tudatában azonban csak az árnyszerű képzet jelenik meg; a fogalom és képzet születésében bábáskodó eleven imaginatív tevékenység lesüllyed az ember élettestébe, nem emelkedik a gondolkodó tudatba.
Inspiratív tudat (inspiráció): A tudatos megismerés még magasabb foka. Az imaginativ tudat képei eltűnnek, és a tudat egy átmeneti kiüresedés után reális szellemi tartalommal telik meg. Ezen a szinten válnak különösen világossá a tárgyi megismerésbeli tapasztalatok és az imaginatív megismerés során átélt képek jelentései és okai. A tárgyak és az imaginatív képek mögött működő szellem és bölcsesség tárul fel a megismerő számára.
Ezen a szinten nagyon sok minden megvilágosodik. Észlelhetők az ideákat összefogó, irányító szellemi lények szándékai is. A tudat tovább tágul, és a lét egyre nagyobb szféráit képes tapasztaló módon felfogni.
Valóságban minden érzés hátterében, ami lelkünkben megjelenik, inspiráció áll. Az érzés többé-kevésbé tudatossá válhat, de az inspiráció tudatossá válásához az embernek a lelki élet, mindenekelőtt a gondolkodó erő megerősítésére van szüksége.
Intuitív tudat (intuíció): A legátfogóbb, legmélyebb, legbensőségesebb tudat és megismerési mód. A lényege, hogy a megismerő énje szellemileg egyesül a megismerendő dolog vagy folyamat lényével (szellemi lényegével). Ehhez úgy juthatunk, hogy az inspiratív megismerésben tudatunkba áramló szellemi tartalmat (értelmet, bölcsességet) is kioltjuk. Ekkor elérhető, ha a tudat éberségét a figyelem rendkívüli felerősödése mellett fenn tudjuk tartani, s nem süllyedünk alvásba, hogy a megismerendő dolog szellemi lényével egyesüljünk. Ezáltal belülről, és a lehető legalaposabban ismerhetjük meg a dolgot vagy lényt magát. 
Valójában minden emberi akarati működés mögött intuíció áll. Ezt csak az emberi én megértésével lehet világosabbá tenni. Az én mint szellemi mag nem ugyanaz, mint az én, akivel a testi átélés révén lelki értelemben azonosnak képzeljük magunkat.
A tárgyi tudat gondolati merevségéhez képest az imaginatív tudat képei élnek, mozognak. Az inspiratív tudatban a tárgyi és képi világ mögötti értelem tárul fel. Intuícióban pedig a lényeget tapasztaljuk meg a dolgok és szellemi lény(eg)ével egyesülve.
A tárgyi tudatba is bevillannak a magasabb tudatállapotok. Az ember például két-hároméves korában saját individuumát intuitív módon tapasztalja, amit aztán gondolkodásában megtart haláláig. Inspirált pillanatok gyakrabban is előfordulhatnak. Legközelebb az imagináció eléréséhez állunk, amihez a legbiztosabban a gondolkodás (nem a gondolatok!) megfigyelésével juthatunk.

### A szellem
A Rudolf Steiner által létrehozott antropozófiai szellemtudomány a szellemi létezésben látja minden lét, valóság okát és forrását. 
A szellem minden létezőnek, és ezek viszonyának a lényegét adja és alkotja. A szellem örök. A szellemi eredendően a lét szellemi síkján, azaz a szellemi világban egyszerű vagy összetett lényekként működik. Az antropozófia álláspontja szerint tehát a szellemet semmiképpen sem holt és pusztán szubsztanciális dologként kell elképzelni, és nem is általánosan ható valamiként, hanem konkrét lénynek és lények összességének, valamint ezek működésének. A vallások isteneinek nagy része is szellem, azaz szellemi lény, akik a lét bizonyos részét megalkották és jelenleg is meghatározzák. Az antropozófia számára a szellem szó szinonimái a vallások által használt Isten vagy isteni szavak.
Szellem mindaz – az anyaghoz nem hasonlítható – szubsztancia és/vagy erő-lény, mely a dolgok lényegét okozza és hordozza. Nem lehet rá mondani, hogy az anyagnál ritkább, mert a ritkaság az anyag jellemzője. Fizikai érzékszervekkel semmiképpen sem érzékelhető, csak szellemi észlelőszervekkel. S mivel a gondolkodás szellemi tevékenység, a gondolkodás már a szellemit észleli, csak éppen fogalmilag. Tehát speciálisan észleli, nem eredeti lénye szerint, hanem az általa hordozott jelentés, lényeg, fogalmi tartalom szerint. A gondolkodva felfogott szellem lényét tehát nem lényként, hanem „csak” fogalmi lényegként észleli.

#### A szellem fogalma az univerzáliák fényében
Az antropozófia szerint a szellemi mindenütt és mindig jelen van, de nem mindig és mindenütt szellemi formában. Szellem létezik (1.) a tudatban (vagyis a megismerésben, a gondolkodásban), (2.) a dolgokban és (3.) a dolgokon túl. A skolasztikus filozófusok is e háromféle értelemben beszéltek az általános fogalmak (univerzáliák) létéről. Dolgokon túl azt jelenti, hogy universalia ante rem-ként univerzális módon létezik a lét szellemi részében, mielőtt a fizikai létben megjelenne. A „dolgokban” azt jelenti, hogy universalia in re-ként univerzálisan létezik. Vagyis a szellem adja minden dolognak a tartalmát, funkcióját (univerzális) és külső formáját, (azaz még az anyagi forma is a szellemi tartalomnak megfelelően jön létre). Például a géneknek sem az anyagiságában van mindaz, ami meghatározóan hat az élőlények életére, hanem az, ami a gének anyagában (a dologban) szellemileg hat, és a lényeget, a működési módot adja.) Minden dolog, ami létezik, olyan formájú, olyan tulajdonságú, olyan funkciójú, arra való, amilyennek a hozzátartozó szellem meghatározza, amilyenné megalkotja.
A dolog szellem(ij)e mindig előbb létezik a dolgon túl, azaz a dolog előtt, mint a dologban. A megismerő tudatban, a gondolkodásban megjelenő szellemi adja meg számunkra a dologban észlelt tartalom jelentését, lényegét, hogy mi az és milyen. Érzékeléssel nyert képeink ezért is értelmezhetőek a tudatunkban. Az a szellemi, ami a megismerő ember tudatában megjelenik, szintén a lényeg, a tartalom, csak gondolati formában, árnyszerűen megjelenve: a lét valamely szellemi részének gondolati kifejeződéseként. Az antropozófia tehát a skolasztika realista álláspontjának a szellemi megfigyelésekben továbbfejlesztett változatának is tekinthető, hiszen a szellemet realitásként fogja fel és alapvetően három formáját különbözteti meg. Beszél a megismerő tudatban lévő szellemről, ami megfelel az universalia post rem-nek. Sok területen részletekbe menően beszél a dolgokban működő szellemről, ami megfelel az universalia in re-nek. És különféle megközelítésekből feltárja a szellemi lények működését és lényét, ami megfelel az universalia ante rem-nek.
Az emberi megismerő képesség számára a szellem vagy a szellemi jelenleg a legárnyszerűbb formájában jelenik meg a tudatban. A megismerés, a gondolkodás folyamata és maga a jelentés is ilyen árnyszerű szellemi létezők. Szellem az is, amivel értelmezünk. Végső soron minden szellemi eredetű. Például az érzékelés folyamata nem anyagi okokra vezethető vissza, hanem szellemiekre, de a szellem benne nem közvetlenül működik. A gondolkodás viszont maga egy speciális szellemi folyamat. Benne a szellem szellemi létezőként működik. Értelmességet csak értelmes lény ismerhet fel. Tehát magában az emberben is kell lennie szelleminek, aki felismeri a szellemit, hogy az micsoda. Ez a megismerő én, az individuum. Az individuum (szellemet hordozó én) amikor testben (anyagban) van, akkor a dolgokban, és amikor nincs testben (a születés előtt és a halál után), a dolgokon túl létezik. A logika tudatban való használata is universalia post rem-ekkel dolgozik. A logika ante rem-je a Logosz, amit a János evangélium kezdete is említ, és amit Igének fordítanak. Egyébként pedig az objektív dolgok közötti összefüggésekben ugyanez universalia in re(bus) működik. Egyébként Rudolf Steiner az univerzáliák helyett inkább ősképekről beszélt. (Lásd az alábbi hosszabb idézetben.)
Az antropozófia szerint az igazságnak az emberi gondolkodásban, a szépségnek az érzésben és a jóságnak az emberi akaratban való jelenléte közvetlenül a szellemi lét megnyilvánulása.
Mivel az individuum is szellem, az individuum a világegyetemet betöltő hatalmas szellemi óceán egy cseppjének tekinthető, ezért az ember a saját szelleme révén az isteni szellemhez közeledhet. Az antropozófiának mint szellemtudománynak pont az a célja, hogy olyan megismerési utat mutasson, amelyen járva az ember szellemisége az élet minden területén a világ szellemiségéhez juthat.
Az anyag is szellemi eredetű: széttört szellem. Az egymástól eltérő anyagfajták eltérő körülmények következtében széttört szellemiségek. Minden testi, fizikai, anyagi törvényszerűség a szellem működésének tanúbizonysága. Az evolúció folyamatában számtalan szellemi lény vesz részt, akik többek között az anyagi szinten végbemenő folyamatokat is irányítják és maguk is tudatfejlődésen mennek át. Eszerint még azok a lények is fejlődnek, akik a teremtők és az evolúciót szabályozzák.
Az antropozófia a szellemről csak ritkán szól filozofikusan, definíciószerűen, általános értelemben. A legfontosabbnak e téren is a konkrét megfigyeléseket tartja, a szellemről való spekulálásban nem sok értelmet lát.
Az antropozófia általában egyes szellemi lények, vagy a szellemi lények egy-egy csoportjának konkrét tevékenységeiről, tetteiről beszél. Így például több szempontból tárgyalja az embernél jóval fejlettebb tudatállapotú szellemi lényeket. Kilencféle, az embernél magasabb tudatfokú lénycsoportról beszél, akik az ún. szellemi hierarchiát alkotják, és akik az egész testi, lelki és szellemi létet fenntartják, folyamatos tudatfejlődésben alakítják és teremtik. Például a forma szellemei mindenekelőtt a formák létrehozásával foglalkoznak. Vagy léteznek a népeknek is szellemei, akik az egyes népeket vezetik; a nyelvszellemek a nyelveket hozták létre és tartják fenn egy-egy embercsoportban. És e szellemek tevékenysége is sokrétű és idővel, továbbfejlődésükkel meg is változik. Sokféle szellem létezik tehát, akik egymással együttműködve alakítják a világot, a Földet és az embert. Például az emberek sorsának alakítását más szellemek végzik, mint akik az anyagcsere törvényszerűségeinek működését megalkották és fenntartják.
A kísértetek, démonok és fantomok nem szellemek, hanem legfeljebb lelki lények. A kísértetektől való félelmet tehát alacsonyabb rendű lelki lények létezése váltja ki, akik azonban sokszor nincsenek is jelen, hanem csak beképzelik jelenlétüket. Viszont léteznek kísértő szellemi lények, akik a fejlődésben az embernél jóval magasabb fokon visszamaradtak, ezért most nem a normális fejlődés menete szerint működnek. Minden emberi önzés, erkölcstelenség e lények emberekre gyakorolt befolyásának következménye. 

#### A szellemi világ
Az antropozófia alapvetően három világról beszél, amelyek egységet alkotnak.
„A lélek és a szellem világa térbelileg nincs a fizikai világtól elválasztva, tehát nincs mellette vagy kívüle.”
Megismeréssel megkülönböztethető a testek, a lelkek és a szellemek világa. Mivel az ember testtel, lélekkel és szellemmel is rendelkezik, ezért mindhárom világhoz hozzátartozik. A testnek a lelkiség az alapja, a lelkinek pedig a szellemi. Szellemünk és testünk között a lélek az összekötő kapocs.
„Ahogy egy embert nem ismerünk teljesen, ha csak a fizikai külsejét ismerjük, a körülöttünk lévő világot sem ismerjük, ha csak azt tudjuk róla, amit fizikai érzékeink közvetítenek. A fizikai világot csak akkor érthetjük meg igazán, ha megismerjük lelki és szellemi alapjait, mint ahogy egy fénykép is csak akkor válik érthetővé és elevenné, ha a lefényképezett személlyel olyan kapcsolatba jutunk, hogy lelkét is megismerjük.”
„Mindenekelőtt hangsúlyoznunk kell, hogy a szellemi világ anyaga ugyanaz, mint az emberi gondolaté. (Természetesen az „anyag” szót sem tulajdonképpeni értelmében használjuk.) Az emberben élő gondolat azonban csak árnyképe valódi mivoltának. A fejünkben megszülető gondolat úgy viszonylik a neki megfelelő szellemi világbeli lényhez, mint a falon megjelenő árnyék az árnyékot vető tárgyhoz. Szellemi érzékeink felébredésével valóban észleljük ezeket a gondolat-lényeket, mint ahogy fizikai szemünk az asztalt vagy a széket érzékeli. Itt gondolat-lények között járunk. A fizikai szem az oroszlánt, a fizikaiakra irányított gondolkodás pedig – mint árnyszerű képet – csupán az oroszlán gondolatát észleli. Szellemi szemünkkel a szellemi világban éppen olyan valóságként látjuk az oroszlán gondolatát, mint fizikai szemünkkel a fizikai oroszlánt. Ezúttal ismét utalunk a lélekvilággal kapcsolatban használt hasonlatunkra: aki a szellemi látást elsajátította, annak környezete ugyanúgy megtelik az eleven gondolatok, vagyis a szellemi lények egészen új világával, mint ahogy a megoperált vakon születettnek is egyszerre a színek és fények új tulajdonságai tárulnak fel a környezetében.
A szellemi világban először a fizikai és a lélekvilág dolgainak és lényeinek szellemi ősképeit láthatjuk (Urbilder). Ha arra gondolunk, hogy a festőben szellemileg már benne él a kép, mielőtt megfestette volna, hasonlatot kapunk arról, hogy mit értünk „őskép” alatt. Most nem az a fontos, hogy a festő fejében a kép megkezdése előtt talán nincs is mindig ilyen őskép, és az csak a gyakorlati munka folyamán, lassanként alakul ki. A szellem valóságos világában mindennek megvan a maga ősképe, és a fizikai dolgok és lények ezeknek az ősképeknek csak képmásai. A csupán külső érzékszerveiben bízó ember nem érzékelheti a magasabb világokat, mert a gondolatok világát csak árnyképszerű elvontságában ismeri. Érthető tehát, ha tagadja az ősképek világát és azt állítja, hogy az ősképek csak a fizikai dolgok absztrakciói, és ezeket az absztrakciókat értelmünk összehasonlító képessége hozta létre. Nem tudja, hogy a szellemi látó, olyan meghitt kapcsolatban van ezekkel a szellemi lényekkel, mint ő maga a kutyájával vagy macskájával, és hogy az ősképek világa sokkal intenzívebb valóság, mint a fizikailag érzékelhető.
Előszörre a szellemi világ még zavart keltőbb, mint a lélekvilág, mert az ősképek igazi alakjukban nem hasonlítanak fizikai képmásaikhoz. Ugyanígy különböznek azonban árnyékaiktól, az elvont gondolatoktól is. A szellemi világban folytonos mozgékonyság és szüntelen teremtő tevékenység uralkodik. Ott nincs nyugalom, nincs egy helyben tartózkodás, mint a fizikai világban, mert az ősképek teremtő lények. Alkotó mesterei mindannak, ami a fizikai és a lélekvilágban létrejön. Formáik gyorsan változók. Minden őskép számtalan különféle alakot ölthet. A sok különböző alakot úgyszólván kisarjasztják magukból, és alig született meg az egyik, már hozzálátnak a következő létrehozásához. Az ősképek többé-kevésbé rokoni kapcsolatban állnak egymással. Nem elszigetelten működnek. Teremtő tevékenységükben szükségük van egymás segítségére. Sokszor számtalan őskép működik közre abban, hogy a fizikai vagy lélekvilágban létrejöjjön egy lény.
A szellemi világban – azon kívül, amit szellemi látással észlelhetünk – van még valami, amit a „szellemi hallás” élményének nevezhetünk. Mihelyt ugyanis a „látó” a lélekvilágból a szellemi világba emelkedik, az észlelt ősképek zengőkké is válnak. Ezt a „zengést”, amely tisztán szellemi folyamat, minden fizikai hang nélkül kell elképzelnünk. Észlelésekor úgy érezzük, hogy hangok tengerében vagyunk. Ezekben a hangokban, ebben a szellemi zengésben a szellemi világ lényei fejezik ki magukat. Összecsendülésükben, harmóniájukban, ritmusukban és melódiáikban létük őstörvényei, kölcsönös viszonyai és kapcsolatai jutnak kifejezésre. Amit értelmünk a fizikai világban törvénynek, eszmének ismer meg, az a „szellemi fül”-nek szellemi zene. (Ezért nevezték a pythagoreusok a szellemi világnak ezt az észlelését a „szférák zenéjének”. A „szellemi füllel” rendelkező ember számára a „szférák zenéje” nem képszerű, allegorikus valami, hanem jól ismert szellemi valóság.) A „szellemi zenéről” csak úgy alkothatunk fogalmat, ha félreteszünk minden a fizikai füllel érzékelhető zenére vonatkozó képzetet. Itt ugyanis szellemi észlelésről van szó, tehát olyan érzékelésről, amelyre a fizikai fül nem képes.”
A szellemi világnak több szférája, szintje létezik. Ezek a Nap-kozmoszunkban megegyeznek a Naprendszer égitesteit magukba foglaló szellemi szférákkal a Naptól a Szaturnuszig, illetve az állócsillagok szférájával. Általában elmondható, hogy a földközeli szférákban a kevésbé fejlett szellemi és lelki lények tevékenykednek, és a napalatti bolygók szférái nem is nevezhetők szellemieknek, hanem csak lelkieknek.
Az antropozófiai szellemtudomány szerint az ember a halála és újabb születése között végighalad minden lelki majd szellemi szférán, miközben feldolgozza előző földi megtestesülésének élményeit, azaz beépíti individuumába annak eredményeit és felkészül következő földi reinkarnációjára, hogy tökéletlen lényét tovább tökéletesítse.

#### A szellemi megismerés
Az antropozófia szerint a megismerésnek nincsenek határai. Ahogyan a megismerés csecsemőkortól földi életünk végéig fokozható a tanulás, az érzékelés és gondolkodás fejlesztésével, a megismerés jelenleg általánosan használt – a fizikai érzékelésre és az ehhez kapcsolódó gondolkodásra építő – formája is messze meghaladható, és ezzel a következmények világából az okok világába lépünk. Eszerint az ember jelenlegi tudatállapotában közvetlen módon nem képes megfigyelni sem az életet, sem a lelki és szellemi lét folyamatait, csupán a fizikai létben való megnyilvánulásaikban. Viszont kifejleszthetők az emberi lélekben és szellemben olyan észlelő szervek, amelyekkel észlelni lehet ezeket is. Ez az ember lelkének széles körű morális, érzékelésbeli, gondolati, érzésbeli és akarati iskolázásával érhető el.
Az ember számára az antropozófia a jelenlegi tudatfokánál három magasabb tudatállapot (imaginatív, inspiratív és intuitítv) is tételez, amelyek az ember szellemi lényének fejlődésével a jövőben minden embernél létrejönnek. De néhányan előrébb tartanak ebben a fejlődésben. Ők a beavatott tisztánlátók, akik már jelenleg is képesek e tudatállapotok nyújtotta megismerési képességeket használni a szellemi, a lelki és a testi lét teljesebb és egzakt megismerésére. E képességek bárki számára ma is tudatosan fejleszthetők.
Az antropozófia álláspontja szerint az emberiség szellemhez való viszonya korról korra változik. Jelenleg kevés ember képes észlelni az ősképek, az univerzáliák, a szellemi lények világát, de a jövőben egyre több ember lesz erre képes, mégpedig tudatos erőfeszítések árán. A múltban minden ember képes volt ösztönös módon észlelni a szellemit. Nagyjából a logika és a görög filozófia megszületésének idejére ez nagyobb részt meg is szűnt mint képesség. Platón is tudta ezt, sőt talán még volt némi betekintése is az emberi tekintet számára átmenetileg eltűnő szellemi világba. Barlanghasonlatában az akkorra már nagyrészt eltűnt szellemi látó tudást és az árnyékszerű, halott gondolati tudást hasonlítja össze. Korunktól kezdve a régmúlt (nemcsak Platón) ismeretei is új formában, immár teljesen világos tudattal ismét megismerhetők. Az ókori misztériumokban szerzett szellemi ismeretek ismét megszerezhetők, sőt újakkal bővíthetők ki.

### Gondolkodás
Rudolf Steiner, az antropozófia atyja szerint gondolkodás nélkül nincs megismerés. A gondolkodás olyan szellemi tevékenység, melynek révén a megismerő lény tudatában megjelenik a megismerendő dolog jelentése, lényege, általános jellegű, univerzális tartalma.
Minden mást gondolkodva ismerhetünk meg, azaz a megismerésre váró dolgok fogalmi, eszmei tartalmához kizárólag gondolkodva juthatunk, kivéve a gondolkodáshoz, mert azt csak úgy ismerhetjük meg, ha észleljük.
Az antropozófia szerint a gondolkodás megismeréséhez semmiképpen sem az idegrendszer, az agy, a nyelv vagy a viselkedés stb. működését kell megfigyelni, hanem magát a gondolkodást. Ha például egy gondolkodó ember agyát vizsgáljuk, nem a gondolkodásról szerezhetünk ismereteket, hanem mindenekelőtt az agyról, valamint a gondolkodás agyi hatásairól.
A gondolkodásról való gondolkodás sem visz e téren messzire, mert csak arról juthatunk biztos és valós ismerethez, amit meg is figyelünk.
„Aki szükségesnek tartja, hogy a gondolkodásnak mint olyannak a magyarázatához még valami mást is segítségül vegyen, mint például a fizikai agyfolyamatokat vagy a megfigyelt tudatos gondolkodás mögötti nem tudatos szellemi folyamatokat, az félreismeri azt, amit a gondolkodás elfogulatlan megfigyelése neki ad. Aki a gondolkodást megfigyeli, megfigyelés közben közvetlenül benne él egy önmagát hordozó szellemi tevékenységben.”
„Magának a gondolkodásnak a szemlélésénél egybeesik az, aminek egyébként mindig elkülönülten kell jelentkeznie: a fogalom és az észlelet. Aki ezt nem látja át, az az észleletekkel kapcsolatban alkotott fogalmakat csak az észleletek árnyszerű képének fogja tekinteni és maguk az észleletek jelenítik majd meg számára az igazi valóságot. Az észlelt világ mintájára azután valamilyen metafizikai világot épít fel magának, amelyet képzetvilágának megfelelően atomvilágnak, akaratvilágnak, nem tudatos szellemi világnak stb. nevez. És nem veszi észre, hogy ezzel csak valamilyen hipotetikus metafizikai világot épített fel a saját észleleti világa mintájára.”
Rudolf Steiner – saját állítása szerint – képes volt megfigyelni nem pusztán a tudatában lévő gondolatokat, hanem magának a gondolatok tudatba kerülésének folyamatát és a gondolkodást is. A gondolkodás olyan tevékenység, amely fogalmi vonatkozásokat és összefüggéseket hoz létre. Az ember gondolkodásánál azonban az ember individuumáról is beszélni kell, aki a gondolkodásban él. Az én, az individuum képes észlelni a fogalmakat, eszméket (ideákat). Ezek eredeti szellemi formájukban nem olyan árnyszerűek, mint amikor a tudatban tudatossá váltan jelennek meg, hanem elevenek. (Vesd össze: Emlékezet.) Az én viszi a gondolkodásba a fogalmakat, ami nélkül a gondolkodás fogalmi vonatkozásokat sem tudna létrehozni. Steiner szerint tehát nem csupán a gondolkodás önmagában létező, és szellemi, hanem minden a dolgokba rejtett fogalom és idea is, sőt az emberi individuum is, aki a gondolkodás révén jut éntudathoz és állítja magát szubjektumként az objektumok elé. A fogalmak és ideák eredendően a fizikailag érzékelhető lét mögött működnek, szellemileg magukban a dolgokban is létezve, amelyek szellemijébe egyedül a gondolkodás képes behatolni, belemerülni és onnan a fogalmakat, fogalmi összefüggéseket intuitív módon megismerni. Ezt a megismerést a dolgok belsejébe irányuló empirizmusnak is nevezhetnénk, mivel megfigyelés, szellemi tapasztalás.
A gondolkodásban működik az emberi én. Az én gondolkodik, de a fogalmakat és ideákat nem teremti, hanem a lét szellemi részéből meríti, azután pedig képzeteket alkot róluk, tudatába formálja, tehát individualizálja őket. Az én csupán használja a gondolkodást a maga törvényszerű működésében, nem teremti. Formát ad a szellemi létből merített szellemi tartalomnak. Azért képes az emberi én a gondolkodással objektív ismeretekhez jutni, mert a gondolkodás tartalmát nem önmagából hozza létre, hanem abból, amit meg akar ismerni. És csak annyiban válik szubjektívvé a gondolkodás, amennyiben ezt a tartalmat az ember individuuma individuális módon formába önti.
„De nem hagyhatjuk figyelmen kívül azt sem, hogy csak a gondolkodás segítségével tudjuk magunkat szubjektumként meghatározni és az objektumokkal szembeállítani. Ezért nem szabad a gondolkodást soha pusztán szubjektív tevékenységnek felfognunk. A gondolkodás túllép szubjektumon és objektumon. Ezt a két fogalmat ugyanúgy a gondolkodás hozza létre, mint a többit. Ha tehát mint gondolkodó szubjektumok a fogalmat valamely tárgyra vonatkoztatjuk, nem szabad ezt a vonatkoztatást pusztán szubjektív valaminek tekintenünk. Nem a szubjektum hozza létre a vonatkoztatást, hanem a gondolkodás. A szubjektum nem azért gondolkodik, mert szubjektum; hanem azért érzi magát szubjektumnak, mert gondolkodni tud. Az a tevékenység tehát, amelyet az ember mint gondolkodó lény fejt ki, nem pusztán szubjektív, hanem olyan, amely sem nem szubjektív, sem nem objektív, amely a két fogalmon túlemelkedik. Nem lehet azt mondanom, hogy individuális szubjektumom gondolkodik, mert ez maga a gondolkodás kegyelméből él."
„Gondolkodásunk nem individuális, mint érzeteink és érzéseink, hanem univerzális. Csak azáltal kap individuális jelleget minden egyes emberben, hogy az ember azt individuális érzeteire és érzéseire vonatkoztatja..”
Ez a megközelítés Platón ideatanát is részben szellemi megfigyelések eredményének tekinti, nem pedig feltételezésnek gondolja.

#### Gondolkodás és gondolat
A gondolkodás terméke a gondolat. A gondolkodás él, mintegy „úszik” az életben, a gondolat pedig ennek az életnek egy „megfagyott cseppje”. A gondolkodás felfogó felülete, mintegy ernyője az agy. Arról tudunk, ami a gondolkodásban született, amit az "ernyő" révén felfogtunk, ami az elmúlt pillanatban keletkezett. Azt tudjuk tudatosítani, ami a szellemi, az ideális holtteste, múltja: a gondolatot.
A gondolat képjellegű, mert valaminek a képe. A gondolat nem maga a szellemi valóság, amelyből született, hanem annak egy állóképe, egy lenyomata. A szellemi valóság eleven gazdagságához viszonyítva a gondolat egy szegényes, holt, árnyszerű kép. Az ember jelenlegi tárgyi tudata csak ilyen halott gondolatokat képes éber tudatába fogadni. A gondolkodás eleven, mozgékony, folyékony, de folyékonyságában nem tudatos. A gondolkodás a szellemi valóságban él, az ideák és szellemek világában, de az ember éber tárgyi tudata a képszerű és élettelen gondolatot fogja fel csupán belőle. Ez a tudat a felfogó felülethez, az agyhoz kötődik. Platón barlanghasonlata is erre utal. Az ember ma még kénytelen a halott képvilágban élni. A mozgékony valóságról akkor volna tudata, ha képes volna az elevenben is éber maradni, azaz ha jelenlegi éber állapotából képes volna magasabb tudatállapotba jutni, az eleven szellemiben felébredni.

### Krisztológia
Rudolf Steiner, az antropozófia atyja nem egy, hanem két Jézusról beszélt, valamint Jézus emberi lényét megkülönböztette az isteni természetű Krisztustól, aki csak három évig élt Jézus emberi testében. Az antropozófia ezt a Bibliával is teljes összhangban állónak tekinti és ezoterikus keresztényi felfogásnak nevezi. Steiner a krisztológiai előadásaiban számos meglepő és újszerű dolgot mondott Jézus Krisztussal kapcsolatban, amelyekről azt állította, hogy nem kigondolások, hanem szellemi, érzékfeletti megfigyelések eredményei. Szerinte szellemileg is lehet egzakt módon kutatni a múltat, nem pusztán a hagyományokra, dokumentumokra, külső tényekre és adatokra támaszkodva.

#### Jézus Rudolf Steiner szerint

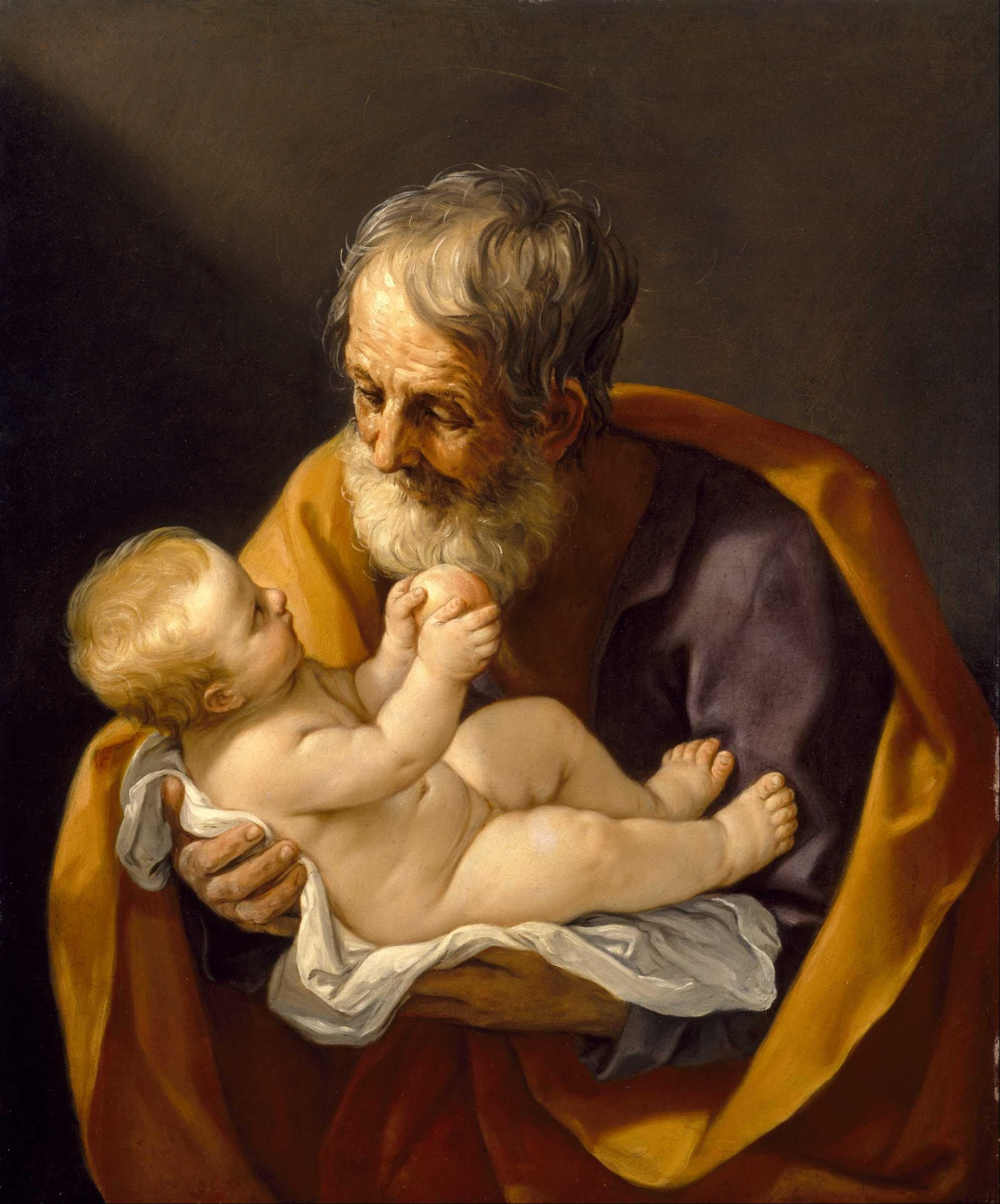
Guido Reni:Jézus és József

Rudolf Steiner szerint két különböző családról ír a Biblia. A Lukács-evangélium az egyik családról, a Máté-evangélium a másikról ír. Mindkét családban Józsefnek hívták az apát, és Máriának az anyát. Lukács annak a Jézusnak követte a gyermekkorát, akinek családfáját 77 nemzedéken keresztül egészen Ádámon át Istenig vezette vissza. Máté a másik család Jézusának gyermekkoráról írt. Ő 3*14 nemzedéket sorolt fel. A két nemzetségsor eltérő, de mindegyik szerint Józsefnek hívták Jézus nevelőapját. Dávid királynak ugyanis két fia született, Náthán (Nátám) és Salamon. Lukács Jézusa a nátháni, a papi ág, Máté Jézusa a salamoni, a királyi ág leszármazottja volt (Lk 3,23-38; Mt 1,1-17).
A Lukács-evangélium szerint:
- Jézus szülei Názáretben éltek és fiuk Betlehemben született, amikor az összeírás végett Betlehemben voltak;
- Máriának jelent meg Gábriel arkangyal, aki hírül adta a születést;
- az újszülött Jézust pásztorok üdvözölték;

A Máté-evangélium szerint:
- Jézus családja Betlehemben lakott, amikor Jézus született;
- Józsefnek adta hírül egy angyal a születést;
- Jézust a napkeleti mágusok üdvözölték.
- A születés után a család Heródes gyermekgyilkossága elől Egyiptomba menekült, majd Názáretben telepedtek le.

Rudolf Steiner a „szellemi megfigyeléseire” hivatkozva a Máté által leírt salamoni ág Jézusáról azt állította, hogy pár hónappal előbb született, mint a nátháni Jézus. A nátháni Jézus (és Keresztelő János) születése előtt rendelte el I. Heródes zsidó király a kisgyermekek megölését, ezért csak a betlehemi családnak kellett menekülnie. A nátháni (lukácsi) Jézus ennek lezajlása után született, így nekik nem kellett menekülniük. És ez a család továbbra is Názáretben lakott. Az Egyiptomba menekült család aztán visszaköltözött Palesztinába, és ők is Názáretben telepedtek le (Mt 2,20-23).
Egy rendkívül fontos esemény történt a két Jézus gyermekkel 12 éves korukban. Húsvét ünnepén a 12 éves nátháni Jézus gyermeket a szülei elveszítették Jeruzsálemben és csak harmadnapra találták meg. A fiú viselkedése és bölcs beszéde egyaránt meglepőnek tűnt számukra (Lk 2,43-48). Steiner szerint a nátháni Jézus – aki nagyon tiszta, nemes, bensőséges lelkületű és előző földi tapasztalatoktól mentes, sőt a bűnbeesésen át nem esett emberi lélek volt – az eltűnés napjai alatt befogadta lényébe a salamoni Jézus individuumát, akinek születéséről Máté tudósított. A nátháni Jézusnak csak én-csíra élt lelkében, igazi individualitása azért nem lehetett, mert földi tapasztalatokon még nem ment át, különben a bűnbeesés is érintette volna. (Az antropozófia szerint létezik reinkarnáció, de a nátháni ágból született Jézus-léleknek ez volt az első földi megtestesülése.) Ezzel szemben a salamoni Jézus testében az ősi Perzsia nagy, beavatott tanítója, Zarathustra individuuma született újra, aki már gyermekkorában is nagyon bölcsnek mutatkozott. A 12 éves nátháni Jézus szülei azért döbbentek meg a templomban, mert a bensőséges, mély érzésekkel teli, bűntől mentes gyermekük hirtelen bölcsnek is mutatkozott (Lk 2,52). Bölcsessége a nátháni lélekkel egyesült Zarathustra bölcs individualitásától származott, aki eddig a salamoni Jézusban élt.
Steiner szerint a salamoni gyermek – individualitás híján – hamarosan meghalt. Előtte már meghalt a salamoni Jézus apja, később pedig a nátháni Jézus anyja is. Az egyedül maradt szülők pedig egybekeltek és együtt nevelték a nátháni Jézust, akiben Zarathustra énje élt. „[…] az a gyermek, akiben most a zarathustrai én lakott, anyai részről árva lett. Rudolf Steiner szerint az a tény, hogy ez az anya meghalt, és gyermekét árván hagyta, még egy rendkívül mély összefüggésre utal. A másik gyermek nem élhetett sokáig rendes körülmények között, amikor a Zarathustra-én elhagyta őt, a salamoni ágból való József már korábban meghalt, és a salamoni Jézus-gyermek anyja az ő gyermekeivel – Jákobbal, Józseffel, Júdással és a két leánnyal – a nátháni József házában talált otthonra, úgy, hogy Zarathustra most ismét együtt élt azzal a családdal, amelybe ő inkarnálódott – az apa kivételével. A két család ily módon egyesült, és így a testvérek anyja – nevezhetjük őket testvéreknek, mert az én szerint testvérek – a nátháni József házában élt Jézussal, aki azonban szülővárosa szerint – testileg – Názáretbe való volt."
„És most nem mondhatjuk egyszerűen, hogy József fia volt, hanem így »és József fiának tartották« (Luk 3, 21-23). Mert az én eredetileg a salamoni Jézusban inkarnálódott, és alapjában véve semmi köze nem volt a nátháni Józsefhez."
Míg Zarathustra lénye a salamoni Jézusban öltött újra testet, addig Gautama Buddha megvilágosodott lénye a nátháni Jézus-gyermek ifjúi, nemes erőihez kapcsolódott, mert bensőséges, szellemi rokonság volt a két lélek együttérző, szeretetet hordozó lelke között. Az egyszerű pásztoroknak megjelent angyali sereg valójában Buddha lelki lénye volt (Lk 8-14). (Buddha egykori Asita nevű tanítványa pedig az istenfélő Simeon volt (Lk 2,25-35). A napkeleti mágusok Zarathustra egykori újratestesült tanítványai voltak, akiknek érzékfeletti módon, szellemi tisztánlátásuk előtt fényes csillagként tűnt fel egykori mesterük salamoni Jézusban megtestesült szellemi individualitása, aki a születés helyéhez vezette őket.
Lukács azért Ádámig, sőt Istenig vezeti vissza a generációsort, mert a nátháni Jézusban a bűnbeesés előtti állapotban megőrzött lélek született meg, az új Ádám.
Jézus 12 és 30 éves kora közötti időszakról nem ír a Biblia, de Rudolf Steiner erről is kikutatott számos, a négy evangéliumban nem szereplő részletet, amelyeket az „Ötödik evangéliumhoz” tartozónak nevezett.  Ezek a történések örök időkre be vannak vésve a világ szellemiségébe (Akasha krónika), amelyeket bármikor fel lehet keresni a fizikai léten túlra hatoló magasabb tudatállapotok elérésével.

#### Krisztus megtestesülése Jézusban
Amikor Jézus 30 éves lett, teste és lelke is előkészült arra, hogy befogadhassa Krisztust, a nagy Nap-szellemet. Ez az esemény a János keresztelővel következett be (Lk 3,21-22; Mt 3,16-17). „Ez az én szeretett fiam, akiben kedvem telik" (Mt.3,17; Mk1,11; Lk.3,22). Ekkor kapcsolódik a bűnbeesés előtti állapotban megőrzött nátháni individuum-csírához, a nátháni lélekhez az isteni Logosz, az Ige, vagyis Krisztus. Zarathustra individualitása eltávozott a nátháni Jézus testből és Krisztus hatalmas isteni individuumának adta át a helyét. A keresztelővel megszületett Krisztus a Jézus-testben.
„Ez az én szerelmetes fiam, ma nemzettem őt" így szóltak a régi evangéliumi kéziratok, és igazság szerint ennek így is kellene állnia az evangéliumokban
Tehát Jézus megkeresztelkedését követően beszélhetünk csak Jézus Krisztusról, mert Jézus emberi testében és lelkében csak ezután élt Krisztus isteni, szellemi lénye. Nagyjából három év múlva, a húsvéti golgotai eseményekkel Krisztus átment az emberi halálon, (nem érzékileg észlelhető testben) feltámadt és individuális szereteterői egyesültek az emberi fejlődéssel, amelyek minden emberi individuum számára hozzáférhetők a földi idők végezetéig, hogy a szeretetet és a szabadságot mindenki kifejleszthesse magában.

### Antropozófiai érzéktan
Az antropozófia tanítása szerint az embernek jelenleg 12 érzéke van; mindegyikhez külön érzékszerv tartozik.
Testi érzékek (a saját test érzékelése):
- tapintás (a fizikai test határainak érzékelése)
- életérzék (az életállapot, közérzet, a testi állapot, fájdalom érzékelése)
- sajátmozgás-érzék (a saját testrészek, izmok, szervek mozgásának érzékelése)
- egyensúlyérzék (a test egyensúlyi helyzetének érzékelése)

Lelki érzékek (a világgal való kapcsolatot megteremtő érzékek):
- szaglás (légnemű anyagokkal való lelki kapcsolat)
- ízlelés (folyékony anyagokkal való kapcsolat)
- látás (színek érzékelése)
- hőérzék (a hő érzékelése)

Szellemi érzékek (az embereket összekapcsoló, rejtettebb érzékek):
- hallás (a hangot adó anyag vagy lény bensőjének érzékelése)
- szó- vagy beszédérzék (szó és beszéd nem hangként, hanem szóként és beszédként való érzékelése, a beszédhangzók érzékelése)
- gondolat- vagy fogalomérzék (a szavakon túli gondolatok gondolatokként való érzékelése)
- én-érzék (nem saját énünk, hanem a másik ember individuumának érzékelése)[41]

### Az emlékezet
Az antropozófia álláspontja szerint az emlékezés kialakulásához mindenekelőtt az élményeket átélő lényre, az énre, individuumra van szükség. Amennyiben az én tudatosan, azaz gondolkodással áthatottan éli meg lelki élményeit, arra később emlékezhet. Ahhoz, hogy az ember később emlékezni tudjon élményére, az szükséges, hogy az én az átélését gondolkodva élje át és képzetet is alkosson róla. Az élmény emlékezetbe rögzítése úgy történik, hogy a gondolkodó én az élmény képzetének jelét az életfolyamatokba vési. Az antropozófiai megismerés szerint minden élőlény nem csak fizikai testtel, hanem élettesttel is rendelkezik, amely az élőlényt élete végéig életben tartja. Ez az élet nem a fizikai testből keletkezik, hanem attól függetlenül létezik. Az emlékképzetek jeleit tehát az ember életteste, folyton áramló élete tartalmazza, nem a fizikai teste. A láb kisujjától a fej búbjáig áramló élet hordozza az emlékjeleket, amiket aztán az én később felidézhet, azaz miután saját jelét felismerte, a korábbi élményről újra képzetet alkothat. Fontos különbség, hogy az újra alkotott képzet nem azonos az élmény átélésekor alkotott képzettel, ami viszont nem jelenti azt, hogy az eredeti és a felidézett képzet tartalma nem lehet azonos.
A fizikai agynak vagy bizonyos agyterületeknek nem az emlékek tárolása a feladata, hanem, hogy biztosítsák a lehetőségét az életáramba vésett jelek későbbi felidézésének. Ez pedig úgy válik lehetővé, hogy már az emlékképzetek elraktározása is fizikai idegrendszeri változásokkal jár. Az életbe véséskor lezajló fizikai agyi folyamatok később segítik a fizikai agyhoz köthető tudatba felvenni az emlékeket.
Ez a magyarázat az antropozófia hívei szerint választ ad számos kérdésre. Az emberi memória információkapacitásának problémája azonnal megoldódik. Az emlékek előhívása pedig azért ütközik időnként nehézségekbe, mert az életből kell őket a fizikai agyhoz köthető tudatba hozni, tehát egy áramló közegből rögzített formájú közegbe), másrészt az élet és a fizikai test állapota is folyton változik. Jelentős trauma utáni emlékezetkiesés azzal magyarázható, hogy a fizikai és élettest közötti kapcsolat olyan mértékű kárt szenvedett, hogy az emlékek felmerülése akadályozott. Bizonyos betegségek miatt az élet és a fizikai test állapota is megváltozik, ezért az emlékek felidézése is nehezebbé válhat. Annak az oka is érthetővé válik, hogy miért inkább az élmény elraktározásakor meglévő tudatállapothoz hasonló állapotba kerülés idején sikerül a felidézés. És a klinikai halálból visszatért emberek emlékezetének hirtelen kitágulását is valóságosan lezajló eseményeknek tartja az antropozófia, melyek során a (életfilm-élmény) is azért történik, mert a testből kiemelkedő élet mintegy kiszabadul a fizikai testből és az emlékek felidézésének további testi akadálya megszűnik. Agyba tükrözni az életbe vésett képzetek jeleit sokkal nehezebb, mintha az előhíváshoz nem kellene igénybe venni a fizikai testet. Paradoxul hangzik, de az antropozófiai szemlélet szerint elsősorban a fizikai agy a legfőbb akadálya annak, hogy már földi életünk során is ilyen átfogó emlékezettel rendelkezzünk.

### A szabadság
Rudolf Steiner szerint az ember akár már most is elérheti a teljes szabadságot. Szerinte az ember lénye a földön alá van vetve a testi létezésnek, ami által a test kényszerítő befolyásait kénytelen elszenvedni. Az ember mégis megszerezheti szabadságát – amely nem a testből ered, hanem a szellemből – a létezés azon területén, ahol ez lehetséges. Egyetlen ilyen terület van, a megismerés, pontosabban a gondolkodás. A szabadság csak a gondolkodásban létezhet, de az ember jelenleg még ebben is csak részben képes szabadságra. A gondolkodás fejlesztésével azonban eltávolíthatók azok a tényezők, amelyek egyelőre akadályozzák a teljes szabadság elérését.
Akaratszabadság nem létezik, pontosabban csak annyiban létezhet, amennyiben a gondolkodásban működő individuális akaratról beszélünk. Azt szabadon akarhatjuk, hogy mit gondoljunk, mert ebben elérhetjük a testtől, és ezzel a kényszerű befolyásoktól való teljes függetlenséget, de abban már nem vagyunk szabadok, amit testünkkel teszünk, mert az nem csak a mi szabadságunktól függ, hanem a befolyásunktól függetlenül benne működő törvényszerűségektől is. Például elhatározhatjuk gondolkodással, hogy felemeljük karunkat, de amíg testi karunk izmainak, vérellátásának és egyéb – elgondolásunktól függetlenül működő – tényezőinek befolyása van a kar felemelkedésére, addig nem mondhatjuk, hogy karunkat (teljes) szabadságban emeljük fel. Hiszen nem tudjuk, hogyan feszítjük meg és lazítjuk el az izmokat, miközben elhatározásunk nyomán a kar felemelkedik. Nem mondhatjuk tehát, hogy az izmok, és egyáltalán a test használatával végrehajtott cselekedetek szabadok. Ezzel szemben a gondolkodásban azért lehet az ember szabad, mert az először is alapvetően testtől független szellemi tevékenység, másrészt a gondolkodásban megjelenő képeknek nincs önmagukban kényszerítő erejük. Hogy ma többnyire mégis csak részben szabad az ember még a gondolkodásban is, annak az az oka, hogy gondolkodó ereje túl gyenge ahhoz, hogy a test (az agy, idegrendszer, anyagcsere) befolyásai alól teljesen kivonja magát.
Steiner szerint a szabadság felé történő emberi fejlődés egyben újabb, fejlettebb tudatállapotok elérése is lesz egyben. A távoli jövőben lehetséges lesz az is, hogy ne csak a gondolkodásban legyünk szabadok, ehhez azonban előbb fel kell ébrednünk az akaratban, ami a mai embernél folyton alvásban működik. Ha nem aludnánk az akaratban, akkor bensőleg nem csak tudnánk, hogyan feszítjük meg az izmokat és hogyan működtetjük közben a izomsejteket, hogy a kar felemelkedjen, hanem ezeket még szabadon is szabályozhatnánk – vélekedik Steiner.

## Az antropozófia alkalmazásai
Rudolf Steiner szellemtudományos kutatási eredményei a gyakorlatban az élet számos területén mutatkoznak, így például a nevelésben (Waldorf-óvodák és -iskolák, felnőttképzés, beszédformálás), a kozmetikában, a gyógyászatban (antropozófus orvoslás), klinikák és gyógyszergyártás), a gyógypedagógiában (Camphill-mozgalom), a művészetben (festészet, szobrászat, organikus építészet, Goetheanum, mozgásművészet: euritmia), a mezőgazdaságban (biodinamikus módszer), a társadalmi élet (a szociális organizmus) hármas tagozódása, röviden: szabadság a szellemi életben, egyenlőség a jogi életben, testvériség a gazdasági életben. Külföldön már léteznek antropozófiailag orientált főiskolák: Alanus Hochschule, Universität Witten/Herdecke és bankok is a környezet, az ember és a kultúra támogatására.
Az antropozófiát mint olyat az egyetemi oktatásban nem akkreditálták, noha egyes felsőfokú intézményekben elemei többé-kevésbé mégis fellelhetők. Így például a Waldorf-módszert és a biodinamikus mezőgazdálkodás módszereit a magyar felsőoktatásban is tanítják.
Jelenleg[mikor?] 103 országban több mint 10 000 antropozófiai kezdeményezés és létesítmény működik.

## Kritikák
Kritikusai közül sokan azt gondolják, hogy a teozófia révén erősen hatott rá a gnoszticizmus, amely hasonló hármas felosztással dolgozik. Azonban a gnosztikusok számára Krisztus elsődlegesen misztikus élményben tapasztalható lény volt csupán, miközben Steiner a megtestesülését történelmi realitásnak tekintette. Ezen kívül Steiner mindig elutasította azokat a vádakat, hogy ő bármely nézetet is átvett volna bárhonnan is. Tanaiban a régebbi tanításokkal való esetleges hasonlóságokat azzal magyarázta, hogy ő saját tapasztalataiban ismét felismerte azt, amit korábbi korokban már tud(hat)tak. A hasonlóságok léte azt bizonyítja, hogy nem ő az egyedüli, aki ezeket megfigyelte és tudott róluk.
A bírálók egy része szerint az antropozófia a New Age mozgalmakhoz hasonló sajátosságokat mutat, ezért vallásnak tartják, hiszen minden vallás, ami tudományosan nem igazolható, ami nem racionális. Sok antropozófus valóban vallásos, vannak köztük buddhisták, keresztények, zsidó vallásúak is stb. Sőt sokan éppen az antropozófiai tanulmányaik révén lettek vallásosak, ám az antropozófiából fakadóan vallásos gyakorlataik nincsenek. Kivéve a Keresztény Közösséget, amely valóban az antropozófiából kinőtt vallásos mozgalom. Ezt nyitott protestáns lelkészek alapították, akik Steinert kérték fel ideológiai és kultikus cselekményeik alapjainak lerakásához. Ez a vallási irányzat világszerte létezik, de az antropozófusok legnagyobb része nem tagja.
Néhány kritikus szerint az antropozófusok hajlanak Steiner személyes véleményét felmagasztalni, amelyek közül számos nem fér össze egyrészt a kereszténység, az ortodox egyházak, másrészt a mai természettudomány és társadalomtudomány nézeteivel. Steiner ugyan gyakran kérte tanítványait, hogy minden lehetséges módon vizsgálják meg, amit mond, és ne fogadjanak el tőle semmit pusztán hitbéli és tekintélyelvi alapon, azt azonban nem volt képes felismerni, hogy alapvetései szükségszerűen vallásos jellegűek. Bizonyos állítások (például a halál utáni élet élményeiről, az érzékfeletti lények tevékenységéről, a régmúlt korszakok tudatállapotairól szólók, valamint az ember „étertestének” elsőbbségéről a fizikai-biológiai testtel szemben) szokványos tárgyi megismeréssel nem ellenőrizhetők, csak hinni lehet bennük. Sok minden csak annyiban ellenőrizhető ilyen módon, hogy alkalmazhatónak, hasznosnak bizonyulnak-e vagy sem, illetve, hogy az egyes életterületekről szóló tanok koherenciába hozhatóak-e egymással, és a fizikai megfigyeléseknek nem mondanak-e ellent. Az antropozófusoknak az az elképzelése, hogy a fizikai tényekre sokkal kielégítőbb magyarázatok adhatók, ha nem pusztán a fizikai megfigyelésekre hagyatkozunk, szintén egy pusztán hiten alapuló tanítás.
Más kritikusok azt hozzák fel, hogy egyes antropozófusok visszavonulnak a közélettől, nehogy rossz hírét keltsék az antropozófiának, és igyekeznek magukat egy nem szektás, tudományos intézmények által elismert filozófia képviselőinek feltüntetni. Ez azonban megint nem az antropozófia kritikája, hanem néhány követőjéé. Például a Magyar Antropozófia Társaság rendezvényeinek túlnyomó többsége ma is nyilvános.
Az antropozófusok szerint fő szemléletbeli sajátosságuk az, hogy úgy vélik, az ember gondolkodása és lelki élete képessé válhat lelki-szellemi észlelésre, érzékfeletti megfigyelésre. A kritikusok többsége azonban – mivel ők maguk erre nem képesek – feltételezi, hogy ez egyáltalán nem is lehetséges, ezért nem hajlandók elfogadni a fizikailag érzékelhető tények érzékfeletti megfigyeléseken alapuló magyarázatait. Szerintük mindez fantáziálás. Az antropozófia hívei szerint amíg valaki nem képes valaminek a lehetetlenségét bebizonyítani, addig ne vitassa el másoktól azt a képességet, hogy többet képesek észlelni a világból, mint ő maga. Az antropozósuk szerint antropozófiai működésük az élet számos területén nem járna eredménnyel, ha maga az antropozófiai megismerés nem a valóságra vonatkozna.

## Az antropozófia úttörői
| - Alfred Meebold (1863–1952) - Marie Steiner (1867–1948) - Daniel N. Dunlop (1868–1935) - Mathilde Scholl (1869–1941) - Ludwig Polzer-Hoditz (1869–1945) - Christian Morgenstern (1871–1914) - Michael Bauer (1871–1929) - Louise Edith Church Maryon (1872–1924) - Hermann Beckh (1875–1937) - Ita Wegman (1876–1943) - Makszimilian Volosin (1877–1932) - Carl Unger (1878–1929) - Alexander Strakosch (1879–1958) - Andrej Belij (1880–1934) | - Margarita Sabasnyikova–Volosina (1882–1972) - Lory Maier-Smits (1883–1971) - Albert Steffen (1884–1963) - Anna Samweber (1884–1969) - Karl Heyer (1888–1964) - Karl Schubert (1889–1949) - Lili Kolisko (1889–1976) - Ászja Turgenyeva (1890–1966) - Walter Johannes Stein (1891–1957) - Rudolf Hauschka (1891–1969) - Eugen Kolisko (1893–1939) - Willem Zeylmans von Emmichoven (1893–1961) - Göllner Mária (1894–1982) - Ehrenfried Pfeiffer (1899–1961) |

## Követők
- Török Sándor (1904–1985)
- Massimo Scaligero (1906–1980)
- Charles Kovacs (1907–2001)
- Georg Kühlewind, azaz Székely György (1924–2006) Késői korszakában alapvető eltérésben állt az antropozófához képest.
- Johannes Emanuel Zeylmans van Emmichoven (1926–2008)